# Quartu Sant'Elena
Quartu Sant'Elena (Cuartu Sant'Alèni o Quartu Sant'Aleni in sardo) è un comune italiano di 67 888 abitanti della città metropolitana di Cagliari in Sardegna. È il terzo comune della regione per popolazione, dopo Cagliari e Sassari.

## Geografia

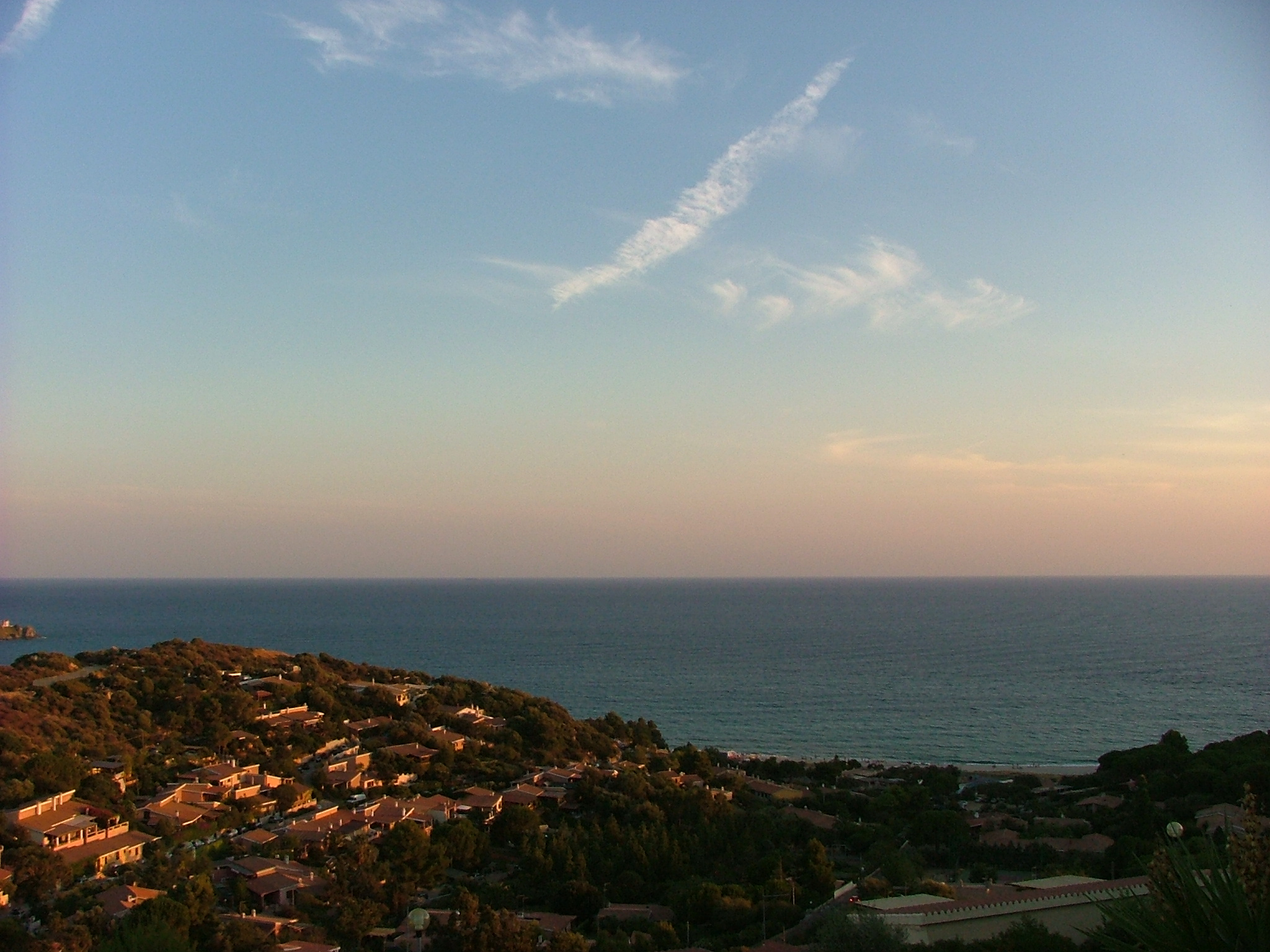
Il mare di Geremeas

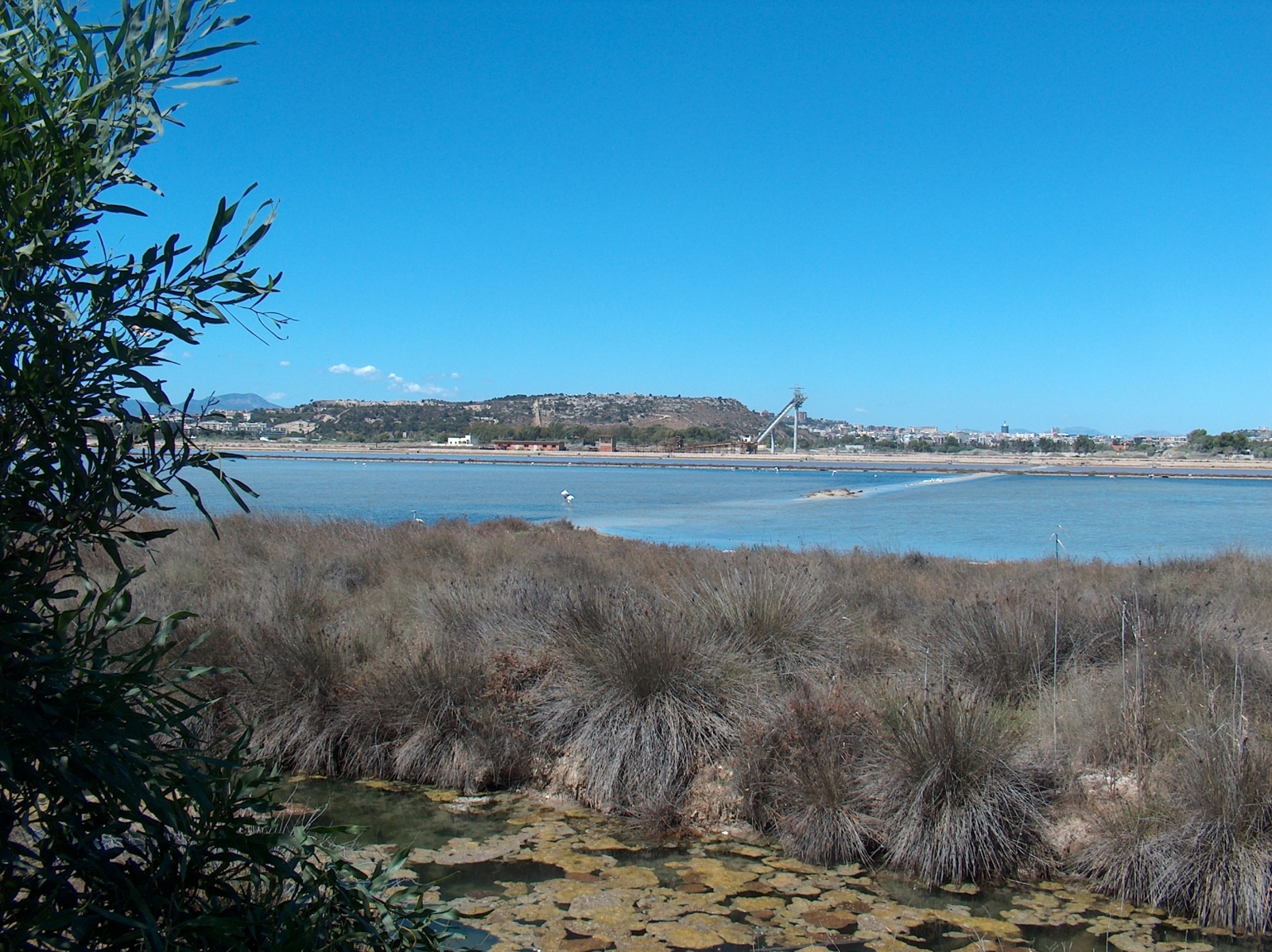
Saline nello stagno di Molentargius

La città di Quartu Sant'Elena sorge sulla parte meridionale della pianura del Campidano. Nel lato est della città si trova però il massiccio montuoso dei Sette Fratelli, ricoperto da boschi, dai cui alberi viene ricavato il sughero, ed è habitat naturale di cervi, aquile reali e cinghiali. La cima più alta è il monte Serpeddì, che raggiunge i 1 069 metri di altezza.

### Idrografia

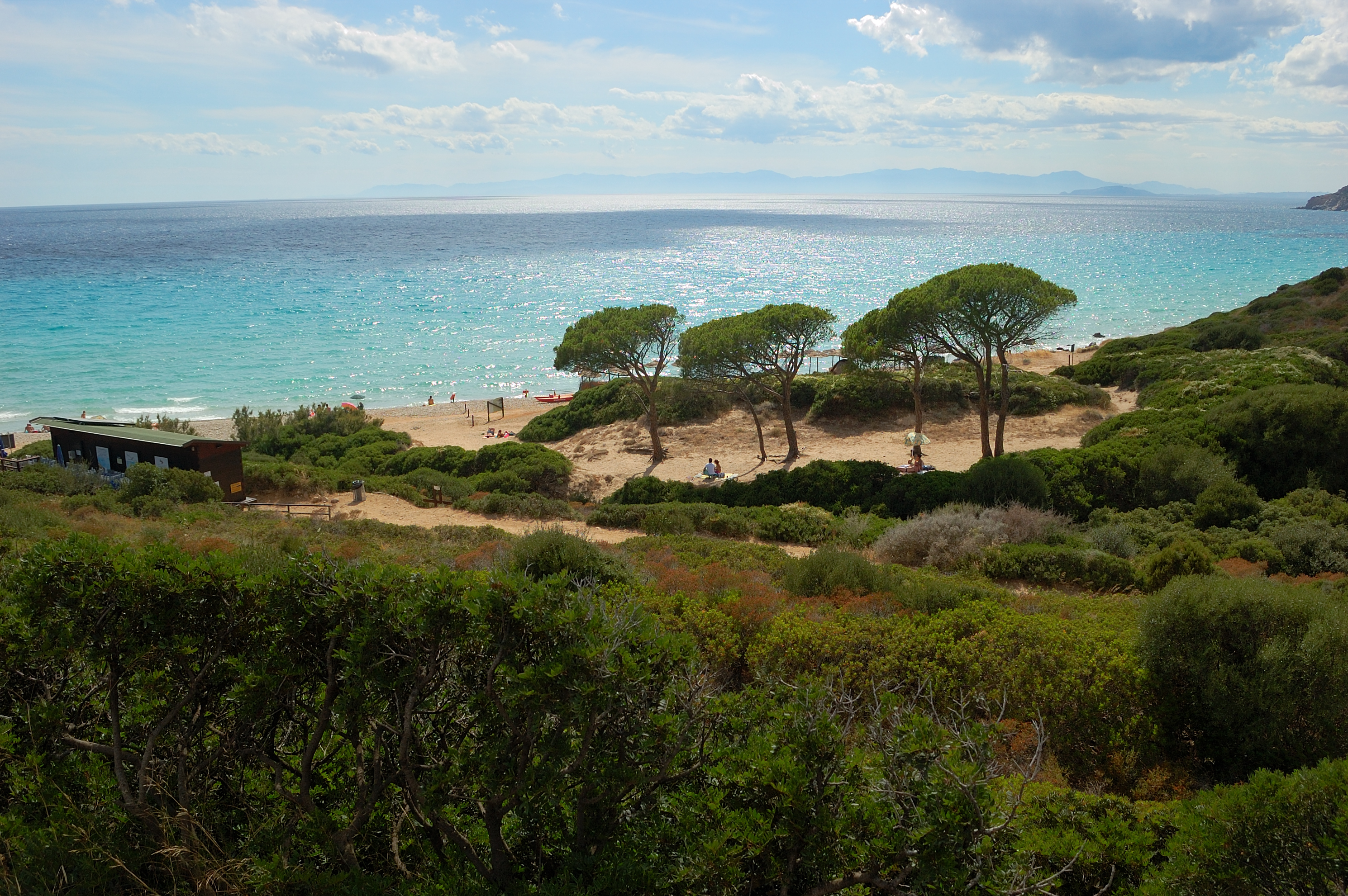
Mari Pintau

Dal punto di vista idrografico bisogna prima di tutto ricordare che al comune appartengono 26 km di litorale. La principale spiaggia è senz'altro quella del Poetto, che risulta essere sia la più estesa spiaggia cittadina sia la più frequentata, grazie anche al fatto che è raggiungibile attraverso numerose linee del CTM. La parte quartese della spiaggia si estende dallo stabilimento dei Carabinieri fino alla spiaggia del Margine Rosso. Le altre spiagge degne di nota sono quelle di Sant'Andrea, Flumini, Capitana, Is Mortorius, Terra Mala, Cala Regina, Murtaucci o Is Canaleddus, Mari Pintau o Portu sa Traia, Kal'e Moru e Geremeas. Nel 2025 Mari Pintau e il Poetto hanno ottenuto il riconoscimento di Bandiera Blu per le spiagge e la Marina di Capitana per gli approdi turistici. Alcune di queste spiagge sono caratterizzate da una sabbia bianca molto fine, altre, come ad esempio Mari Pintau, dalla presenza di ciottoli e di scogli. Quasi tutte le spiagge sono dotate dei principali servizi e molte, compresa Terra Mala, sono raggiungibili tramite una o più linee del CTM.
Il territorio della città comprende i due terzi dello stagno del Molentargius e dello stagno delle ex Saline di Stato che dal 1999 costituiscono un parco naturale regionale, ora riconosciuto come una delle più importanti zone umide d'Europa. Qui nidificano 230 specie di uccelli tra i quali il fenicottero rosa, l'avocetta, il cavaliere d'Italia, il falco di palude e il pollo sultano; inoltre, occasionalmente sono state osservate tre specie aliene: il fenicottero dei caraibi, l'oca di Magellano e il parrocchetto dal collare. Nei pressi della città sorge inoltre il bacino artificiale evaporante del Simbirizzi, utilizzato come riserva di acqua per irrigazione, data la sua residua salinità.
Nel territorio comunale, inoltre, scorrono alcuni torrenti, la maggior parte dei quali hanno carattere stagionale. Gli unici a ospitare acqua tutto l'anno sono il rio Foxi (che è stato canalizzato negli anni ottanta), il rio Su Pau e il riu Geremeas, che segna il confine comunale con Maracalagonis.

## Clima
Il clima di Quartu Sant'Elena è un clima tipicamente mediterraneo, caratterizzato da estati calde e inverni miti. Le temperature estreme estive superano talvolta i 35 °C, mentre quelle invernali scendono raramente a 0. Le precipitazioni sono maggiori nei mesi invernali, i mesi estivi risultano invece siccitosi. Il tasso d'umidità, alto tutto l'anno, raggiunge il suo massimo nella stagione invernale. I venti che soffiano maggiormente sulla città sono lo scirocco e il maestrale
| Mese                               | Mesi   | Mesi   | Mesi   | Mesi   | Mesi   | Mesi   | Mesi   | Mesi   | Mesi   | Mesi   | Mesi   | Mesi   | Stagioni | Stagioni | Stagioni | Stagioni | Anno |
| Mese                               | Gen    | Feb    | Mar    | Apr    | Mag    | Giu    | Lug    | Ago    | Set    | Ott    | Nov    | Dic    | Inv      | Pri      | Est      | Aut      | Anno |
| ---------------------------------- | ------ | ------ | ------ | ------ | ------ | ------ | ------ | ------ | ------ | ------ | ------ | ------ | -------- | -------- | -------- | -------- | ---- |
| T. max. media (°C)                 | 14     | 15     | 16     | 18     | 22     | 27     | 30     | 30     | 27     | 23     | 18     | 15     | 14,7     | 18,7     | 29       | 22,7     | 21,3 |
| T. media (°C)                      | 10     | 10     | 11     | 13     | 17     | 21     | 24     | 25     | 22     | 18     | 13     | 11     | 10,3     | 13,7     | 23,3     | 17,7     | 16,3 |
| T. min. media (°C)                 | 6      | 6      | 7      | 9      | 12     | 16     | 19     | 19     | 17     | 14     | 10     | 7      | 6,3      | 9,3      | 18       | 13,7     | 11,8 |
| Precipitazioni (mm)                | 46     | 57     | 44     | 37     | 24     | 9      | 3      | 9      | 31     | 56     | 56     | 55     | 158      | 105      | 21       | 143      | 427  |
| Umidità relativa media (%)         | 79     | 77     | 75     | 73     | 71     | 67     | 65     | 65     | 71     | 77     | 79     | 80     | 78,7     | 73       | 65,7     | 75,7     | 73,3 |
| Eliofania assoluta (ore al giorno) | 4      | 5      | 6      | 7      | 9      | 10     | 11     | 10     | 8      | 6      | 5      | 4      | 4,3      | 7,3      | 10,3     | 6,3      | 7,1  |
| Vento (direzione-m/s)              | NNW 16 | WNW 16 | NNW 15 | SSE 15 | SSE 15 | SSE 15 | SSE 15 | SSE 15 | SSE 15 | SSE 16 | NNW 16 | NNW 16 | 16       | 15       | 15       | 15,7     | 15,4 |

## Storia

### Origini del nome
Il nome del comune deriva dal latino Quarto ab urbe lapide. La città sorge infatti esattamente al quarto miglio della strada che collegava Cagliari a Palau e, fino a qualche anno fa (esattamente fino a quando venne costruito l'attuale mercato civico nell'attuale piazza G.B. Dessì), era ancora presente in città la pietra miliare di epoca romana denominata "sa perda mulla" dagli abitanti. Nel 1327 i villaggi di Quarto Domino (o Donnico), Quarto Josso e Cepola vennero fusi in un unico paese col nome di Quarto.
Il 14 settembre del 1826, con regio decreto, al nome della città venne aggiunto quello della Santa Patrona divenendo così Quarto Sant'Elena. Nel 1862 il nome della città passò infine da Quarto a Quartu raggiungendo così l'attuale denominazione.

### Preistoria e periodo antico

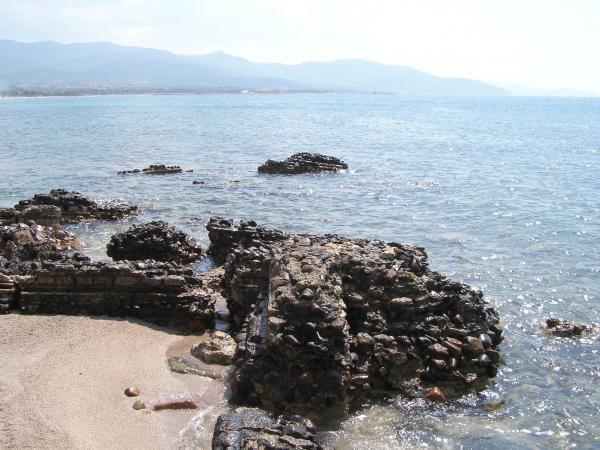
Ruderi della villa romana di Sant'Andrea

La presenza dell'uomo nel territorio di Quartu risale alla preistoria, sono infatti stati trovati numerosi reperti databili al periodo prenuragico e nuragico.
Anche i Fenici probabilmente si installarono a Quartu dato che molti studiosi sono d'accordo sul ritenere i toponimi Cepola e Geremeas di derivazione fenicia. La presenza punica nel territorio quartese sarebbe provata anche dai ritrovamenti ceramici nella zona di Is Mortorius. I romani installarono, invece, il loro insediamento a poche centinaia di metri da Cepola, e ne insediarono gli schiavi abbastanza vicini a Cagliari per essere controllati e abbastanza lontani per non disturbare la vita cittadina. Questi schiavi vennero fatti lavorare nelle vaste campagne e negli stagni di Quartu e del Molentargius, da cui incominciarono l'estrazione del sale. Intorno a questi due centri nacquero tanti altri villaggi che diedero origine alle attuali città di Quartu Sant'Elena e Quartucciu.

### Periodo medievale

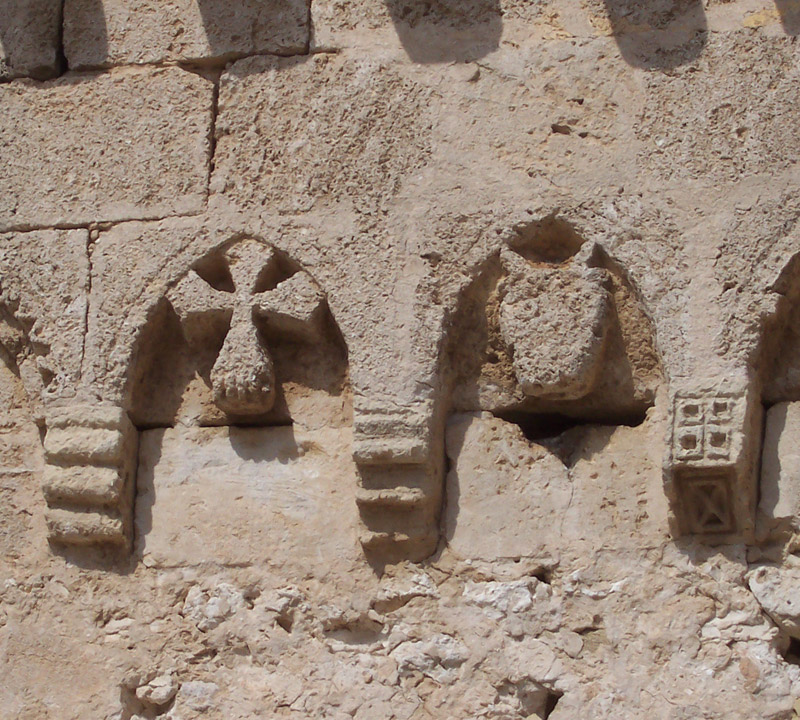
Chiesa di San Pietro di Ponte, particolare

Dopo la parentesi vandalica e la dominazione bizantina, intorno all'anno 1000 erano quattro i villaggi che sorgevano nei pressi dell'attuale città e questi erano: Quarto Domino (o Donnico), Quarto Josso, Cepola e Quarto Suso (o Quartutxo da cui poi prenderà il nome l'adiacente comune di Quartucciu), facenti parte del giudicato di Cagliari, nella curatoria del Campidano di Càlari.
Nel 1070 il giudice Torchitorio I donò all'Arcivescovo di Cagliari i villaggi di Quarto Josso e di Cepola per assicurarsi anche la protezione della chiesa contro le invasioni dei corsari saraceni.
A seguito della scomparsa manu militari del giudicato cagliaritano nel 1258, il territorio passò sotto l'amministrazione pisana; in questo periodo ci furono vari lavori urbanistici nei paesi di Cepola, Quarto Domino e Quarto Josso che resero questi tre paesi un unico centro.
Nel 1324 Giacomo II d'Aragona, dopo una vittoriosa campagna militare guidata dall'Infante Alfonso contro la repubblica di Pisa, iniziò a prendere possesso del Regno di Sardegna e i vari villaggi entrarono quindi a far parte di questo.
Con un regio decreto di Giacomo II d'Aragona del 1327 i villaggi di Cepola, Quarto Domino e Quarto Josso (ormai contigui da tempo) vennero fusi insieme e chiamati solamente Quarto.
Nell'autunno del 1353 la villa di Quartu fu occupata dalle armate giudicali di Mariano IV di Arborea, poi sconfitte poco dopo dalle forze aragonesi in una battaglia campale svoltasi i primi di ottobre dello stesso anno.
Nel 1426 Quarto venne trasformata in Baronia e venne concessa in Feudo da Alfonso il Magnanimo a Antonio de Sena, ma verso la fine del secolo rientrò a far parte del patrimonio regio Aragonese.

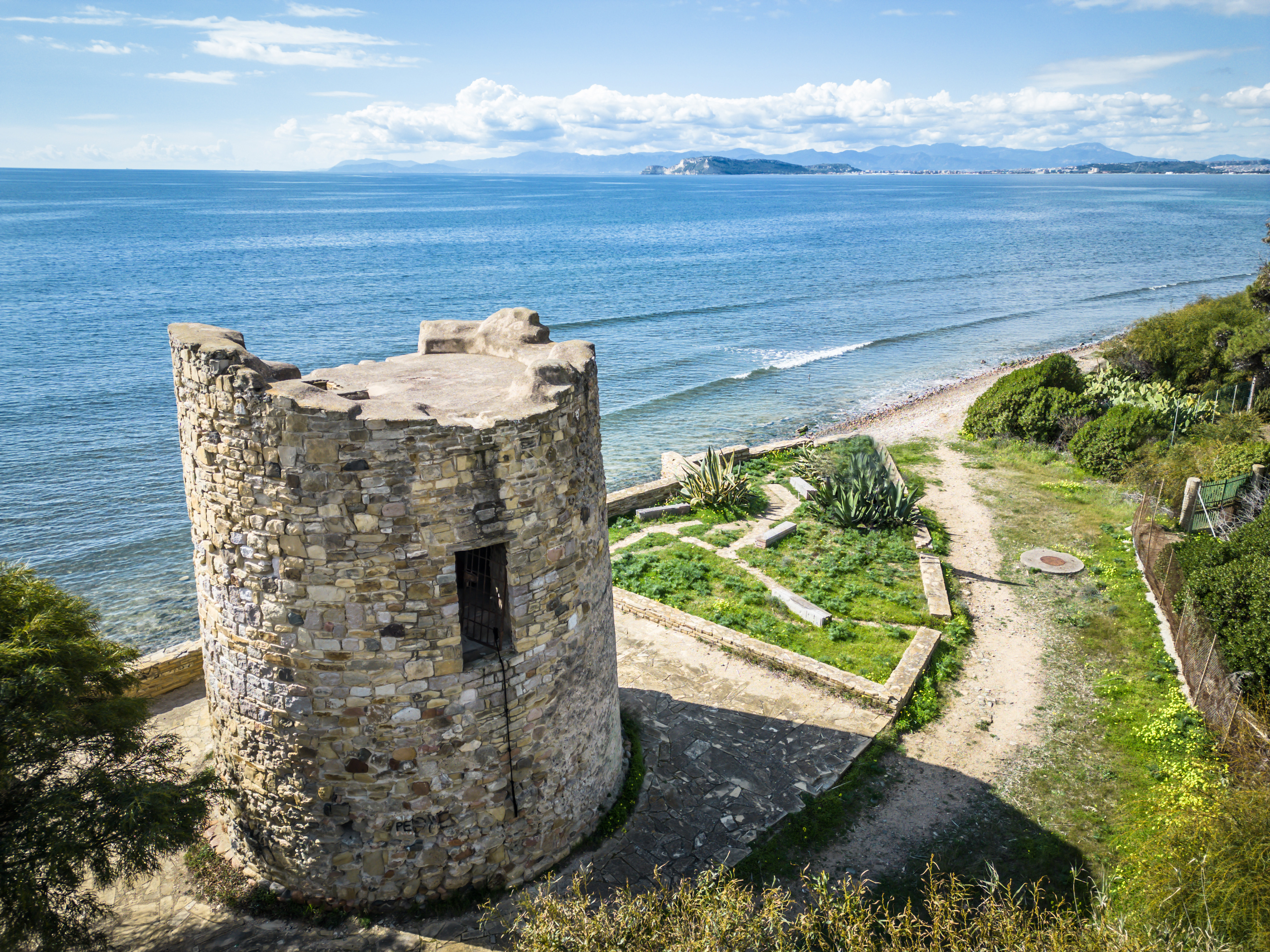
Torre di Foxi

### Periodo moderno
Tra il XVI e il XVII secolo la città fu bersaglio di frequenti e feroci attacchi dei corsari barbareschi che, insieme alle epidemie, alle carestie e alle invasione delle cavallette, contribuirono all'indebolimento dell'economia cittadina e a una riduzione drastica degli abitanti.
Nel 1520 la città, una notte, fu invasa dai corsari che sbarcarono nei pressi del paese. Questi si avviarono verso la città per saccheggiarla ma i quartesi accortisi dell'avanzata nemica si armarono e attaccarono e sconfissero i nemici. Alcuni di questi riuscirono a tornare alle navi, altri invece furono catturati e tenuti prigionieri nella strada nota tuttora come via Mori.
Per proteggere la zona dagli attacchi saraceni, dopo che nel 1582, un violentissimo attacco coinvolse tutti i paesi vicino a Cagliari, gli spagnoli fecero costruire delle torri di osservazione di cui cinque nel litorale quartese (Cala Regina, Is Mortorius, Sant'Andrea, Foxi e Carcangiolas).
Nel 1652 anche Quarto fu colpita dall'epidemia di peste che decimò la già provata popolazione.
Nel 1711 Quarto venne concessa in feudo a Francesco Pes e ai suoi discendenti da parte di Carlo VI. Nel 1718 il villaggio, come il resto della Sardegna, passò in mano ai Savoia. Con loro per Quarto cominciò la crescita economica, anche se momentaneamente i Savoia riconfermarono la Baronia in favore della famiglia Pes, che la tennero fino al 1836.

L'attacco francese del 1793

Nel 1793 Quartu venne attaccata dai francesi che si installarono nell'attuale parco Andrea Parodi (parco intorno alla chiesa di Sant'Andrea) e nella zona della chiesa di San Forzorio. Al prezzo di lunghe lotte, i Quartesi riuscirono a scacciare i francesi dal loro territorio.

### Periodo contemporaneo

Panorama di Quartu nel 1921. In primo piano la Basilica di Sant'Elena Imperatrice in secondo piano la stazione tranviaria

Danni causati dall'alluvione del 5 ottobre 1889 a Quartu Sant'Elena

Nel 1861 avvenne l'unificazione italiana quando con una legge (in seguito alle annessioni avvenute tra 1859 e 1860) il Re di Sardegna Vittorio Emanuele II assunse la nuova denominazione di Re d'Italia e con lui il Regno di Sardegna quello di  Regno d'Italia. Nel 1862 il comune adottò l'attuale denominazione  nel programma di generale revisione dei nomi geografici voluto dal governo.
Nel 1868, l'8 ottobre del 1881 e il 5 ottobre del 1889 Quartu, come altri centri del campidano subì delle alluvioni causate da forti piogge torrenziali. L'alluvione del 1889 fu quella più forte e di cui maggiormente ci si ricorda. Morirono 25 persone, i feriti furono alcune centinaia, oltre 2000 gli sfollati, inoltre cinquecento edifici furono totalmente distrutti mentre molti di quelli rimasti in piedi subirono gravi danni.

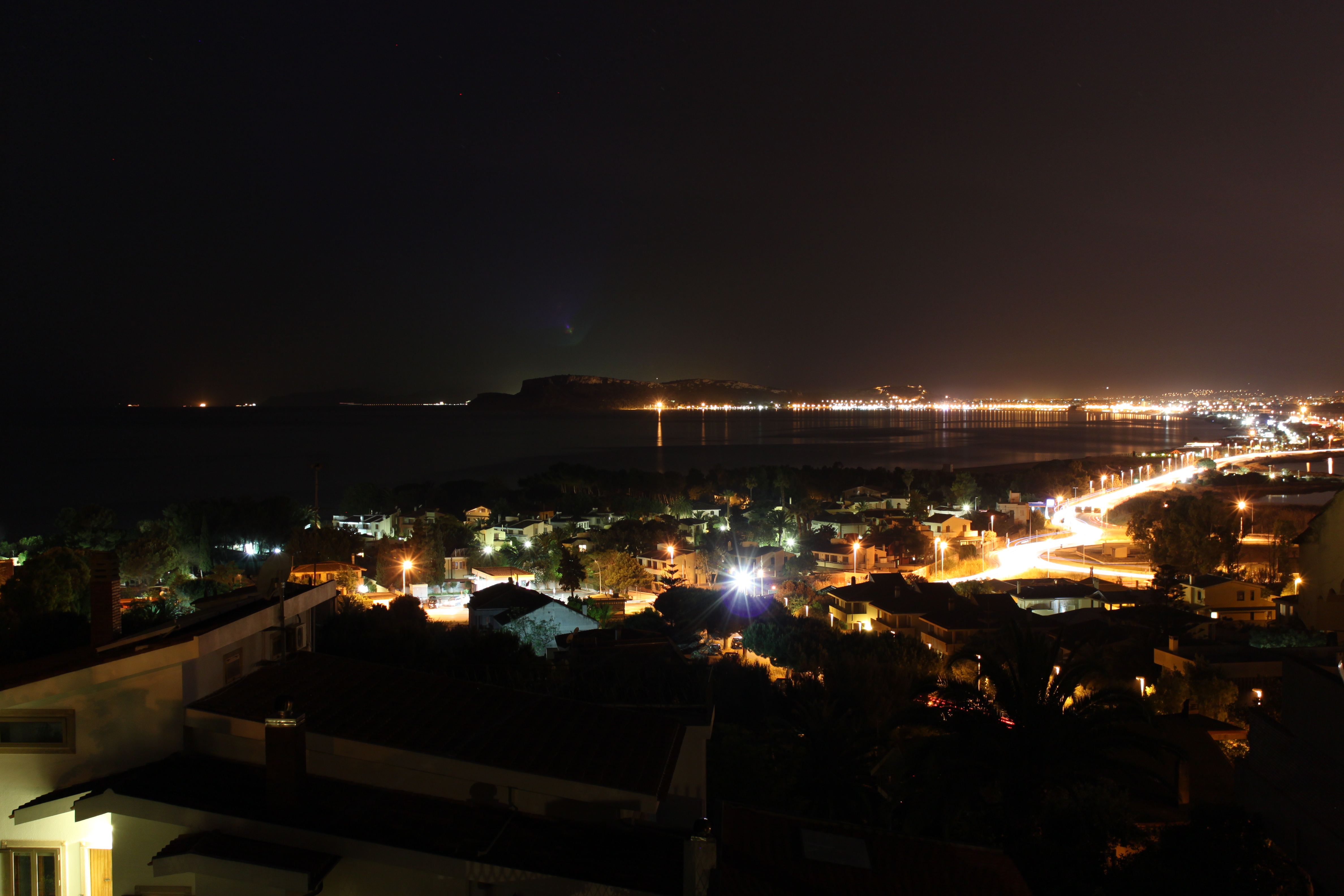
Veduta notturna di Margine Rosso e il Poetto

Tra la fine dell'Ottocento e l'inizio del Novecento a Quartu vennero costruite tante nuove strutture come la cantina sociale, le fornaci di laterizi Picci, le fornaci di laterizi Maxia, la stazione tranviaria, la caserma dei carabinieri con annesse le carceri, il pastificio Rosas, la cartiera Perra, la distilleria Capra e qualche cinema.
Il 9 gennaio 1959 con decreto del presidente della Repubblica Giovanni Gronchi Quartu è stata insignita del titolo di Città.
Tra gli anni ottanta e gli anni novanta, a Quartu si verificò una considerevole crescita demografica, grazie anche alla costruzione del nuovo quartiere di Pitz'e Serra. Nello stesso periodo la città vide i suoi abitanti più che raddoppiati, soprattutto grazie alla vicinanza di Cagliari nel cui agglomerato urbano è ormai incorporata.
Attualmente Quartu, con oltre 70 000 abitanti, è la terza città della Sardegna per popolazione dopo Cagliari e Sassari.

### Simboli
Lo stemma del comune di Quartu Sant'Elena è uno scudo rosso con due spade incrociate e con in basso una pietra miliare di colore verde con incisa la cifra romana IV. All'esterno ha nel lato destro un ramo di quercia e nel lato sinistro un ramo di olivo, legati insieme da un nastro tricolore. Lo scudo è sovrastato dalla corona di Città.

Araldicamente è così descritto: 
Fino al 2003 lo scudo dello stemma era di colore bianco e verde.
Il gonfalone è invece un drappo quadrangolare dai colori bianco e verde, ornato di ricami d'oro, caricato dallo stemma comunale e riportante nella parte superiore il nome del comune.
La bandiera comunale presenta gli stessi colori del gonfalone.

## Monumenti e luoghi d'interesse

### Architetture religiose

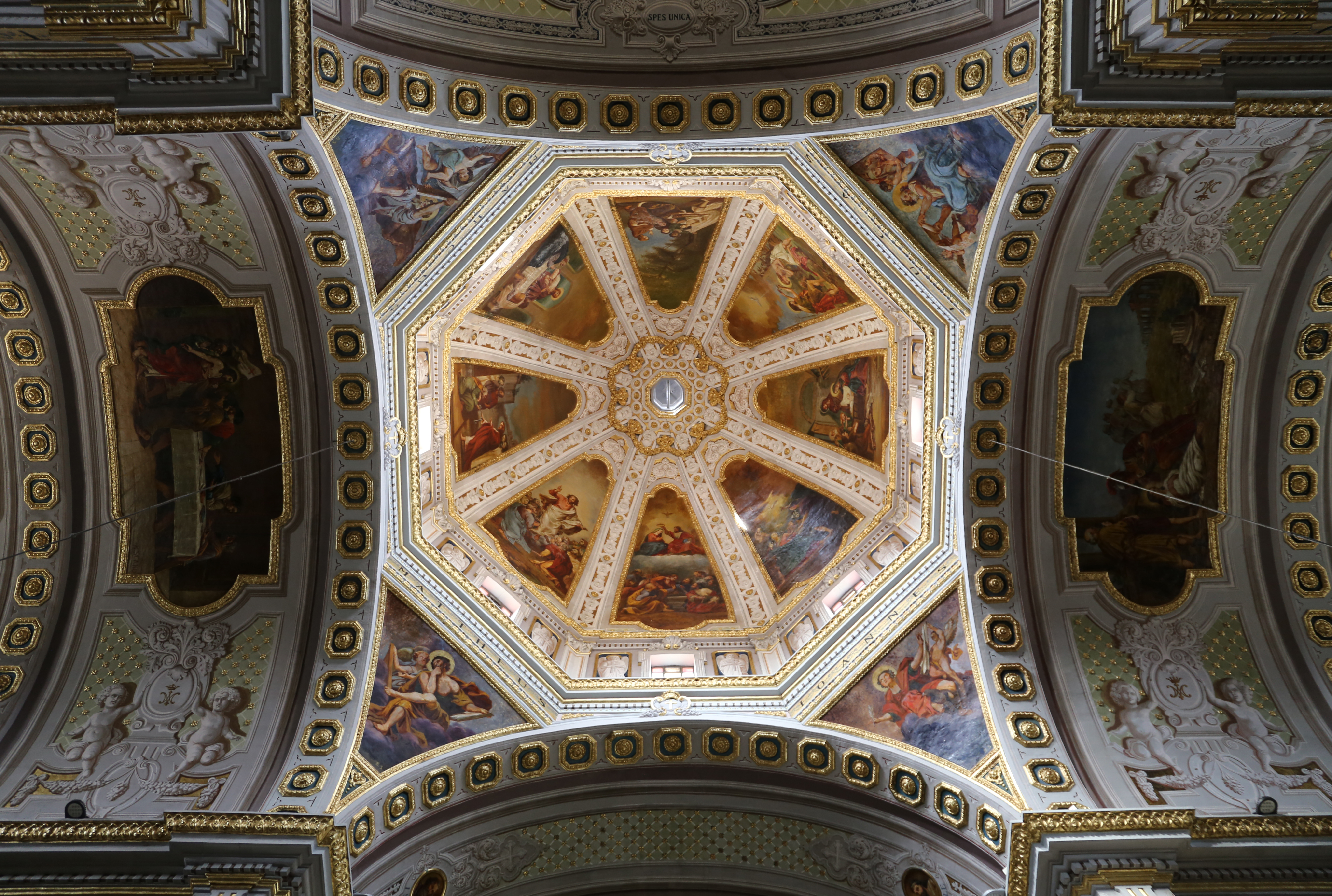
Cupola della basilica di Sant'Elena Imperatrice

Nel territorio della città di Quartu, sorgono numerose chiese cattoliche, di cui sette parrocchiali, una chiesa parrocchiale greco-ortodossa e una di culto cristiano evangelico pentecostale.
- Basilica di Sant'Elena Imperatrice: è la chiesa principale dedicata alla patrona della città. La chiesa attuale fu edificata tra il 1809 e il 1825 sulle rovine della chiesa precedente, andata distrutta in un incendio, e venne consacrata nel 1828. La chiesa, completamente affrescata è a pianta latina con tre navate, di cui la centrale più grande rispetto alle altre due. Al suo interno si possono ammirare ancora intatti il pulpito e il fonte battesimale, già presenti nella precedente chiesa e risalenti al XVIII secolo. Il 19 luglio 2007 alla chiesa è stato conferito il titolo di Basilica pontificia minore[21].

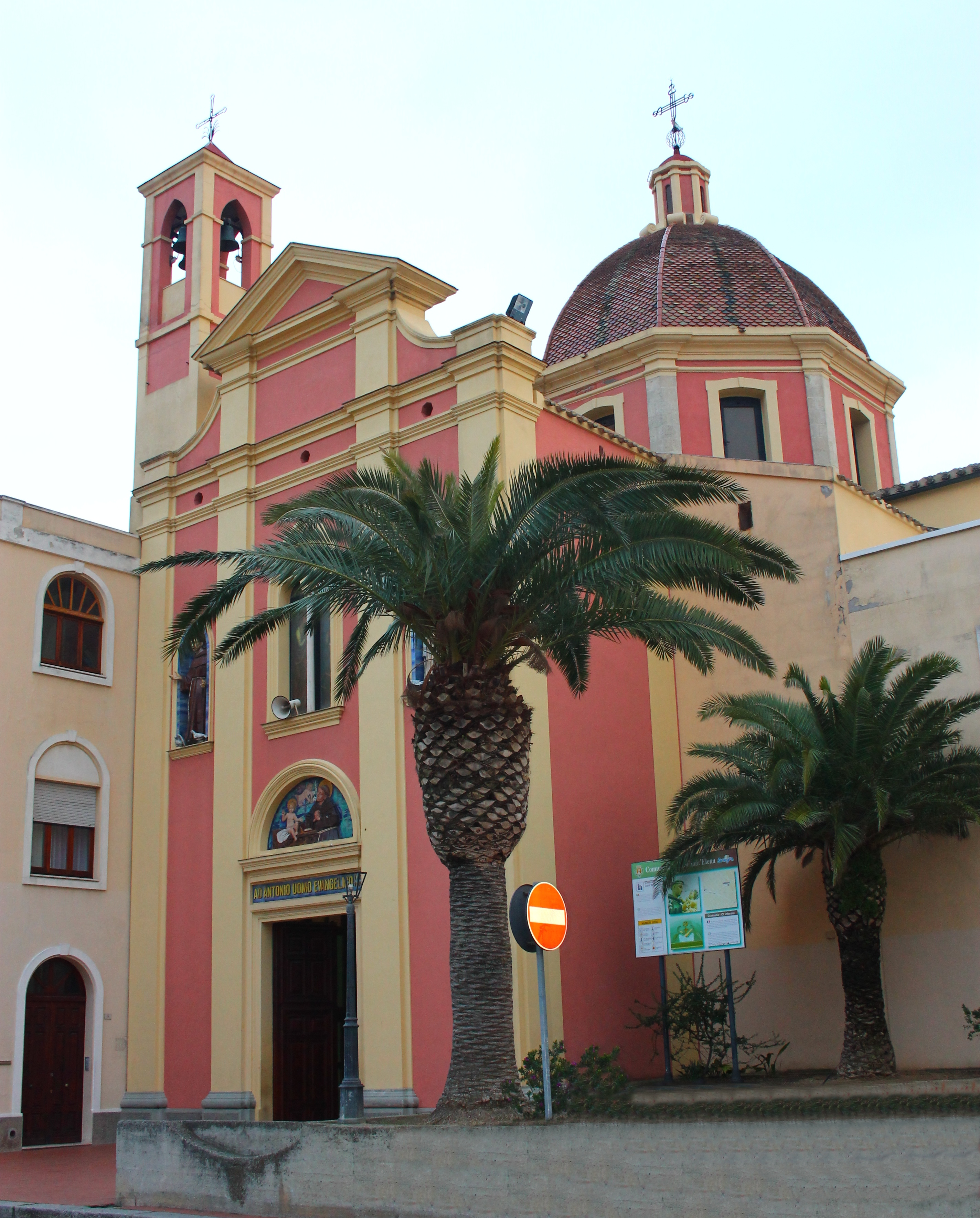
Chiesa di Sant'Antonio da Padova

- Chiesa del Sacro Cuore di Gesù: sorge all'interno della città è la chiesa del Sacro Cuore di Gesù, risalente al XX secolo e sità nel centro della città tra le vie Pellico e Iglesias, nota per le attività ricreative organizzate nell'oratorio parrocchiale. La chiesa, a tre navate, vanta una grande luminosità al suo interno.
- Chiesa di Sant'Antonio da Padova: venne edificata tra il 1898 e il 1904 dai frati francescani nell'omonima via. Cinquant'anni più tardi divenne la terza chiesa parrocchiale di Quartu. È a pianta greca e al suo interno ospita 6 cappelle di cui 2 più grandi delle altre.
- Chiesa di Santo Stefano Protomartire: è una delle più recenti, la sua costruzione è infatti stata ultimata nel 2000, e sorge in via Palestrina. Nonostante l'istituzione della parrocchia risalga al 1967, la costruzione della chiesa incominciò solo negli anni '80. Questa è costruita interamente in cemento armato, si presenta a pianta circolare e lo spazio per l'assemblea è organizzato ad anfiteatro intorno al presbiterio.
- Chiesa di San Giovanni Evangelista: chiesa parrocchiale di San Giovanni Evangelista è invece attualmente in costruzione nel quartiere di Pitz'e Serra. Il terreno dove costruire la chiesa venne concesso dal comune con la delibera n. 215 del 16 dicembre 1987[22]. I lavori di costruzione incominciarono il 3 maggio 1992[22].
- Chiesa di San Luca: sorge in cima a una collinetta nella zona del Margine Rosso. Dalla sua piazza è possibile ammirare un bellissimo scorcio dall'alto del golfo di Cagliari. La chiesa è di costruzione recente, precedentemente la comunità parrocchiale era ospitata in un ex fortino della seconda guerra mondiale. L'area per la costruzione della chiesa venne destinata il 30 luglio 1986 mentre la posa della prima pietrà avvenne il 10 dicembre 1989[23]. La chiesa venne dedicata il 9 giugno 2001[23].
- Chiesa di Santa Maria degli Angeli: è l'unica insieme con quella di San Luca a non sorgere all'interno della città. Sorge infatti nella frazione di Flumini.
- Chiesa di Santa Maria di Cepola: si trova in via Santa Maria nel quartiere di Cepola. Probabilmente è stata costruita sui ruderi di una chiesa paleocristiana. Le prime notizie della chiesa risalgono al 1089 quando la chiesa venne donata dal giudice di Cagliari Costantino a Riccardo, un abate dell'Abbazia di San Vittore (Marsiglia)[24]. L'edificio venne ampliato nel XIV secolo, anno a cui risale l'attuale facciata. La chiesa presenta un'unica navata, la copertura in legno è stata realizzata in due momenti diversi. Ci sono pochi arredi: sull'altare si innalza la tela dell'immagine dell'Immacolata, sono poi conservate le statue di Maria Vergine, di Santo Stefano e di Santa Anastasia.
- Chiesa di San Benedetto: risalente alla fine del XIV secolo, è ubicata nel trafficato viale Marconi, nel tratto che va dalla parrocchiale di Sant'Elena verso il Cimitero. È facile non scorgerla, data l'estrema modestia dell'edificio; attualmente è presente un pannello illustrativo, accanto all'ingresso laterale, in cui si trovano notizie sul monumento e che ne facilita l'individuazione. La chiesa apre nei mesi di ottobre e maggio per la recita del Rosario e nel giorno della festa del titolare, l'11 luglio.Chiesa di San Benedetto

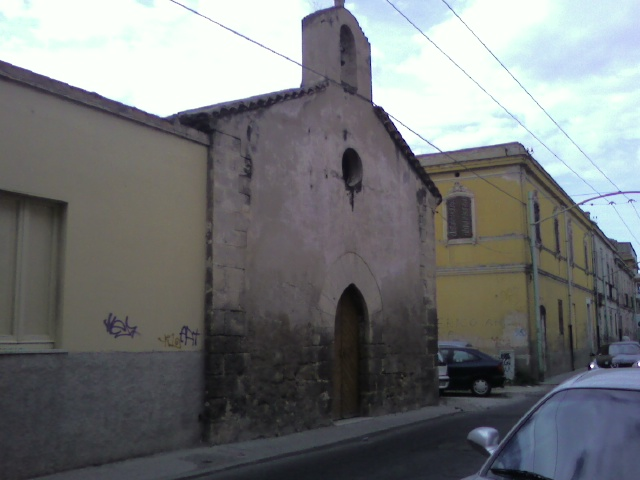
Chiesa di San Benedetto

- Chiesa di Sant'Agata: si trova in piazza Azuni ed è annessa all'ex convento dei frati Cappuccini. Venne costruita nella seconda metà del XII secolo e andata distrutta. Venne ricostruita tra il 1280 e il 1300. Le prime notizie sulla chiesa di Sant'Agata risalgono al 1291 quando il papa concesse l'indulgenza di 40 giorni per chi avesse visitato la chiesa nella festività di Santa Maria Vergine e Sant'Agata. Nel 1631 la chiesa passò ai frati Cappuccini che la intitolarono a San Francesco. Nella seconda metà dell'Ottocento la chiesa e il convento vennero ceduti al comune che nel 1888 concesse l'area dell'orto alla società delle tranvie. La chiesa ha una modesta facciata a capanna, nel cui centro si apre il portale rettangolare sovrastato da una lunetta a tutto sesto. L'interno, a una sola navata ha la volta a botte; segue un ampio presbiterio. Dal lato sinistro si accede al convento mentre sulla destra si sviluppano la sacrestia e le tre cappelle. La chiesa conserva solo alcuni dei suoi arredi sacri.Chiesa di Sant'Agata

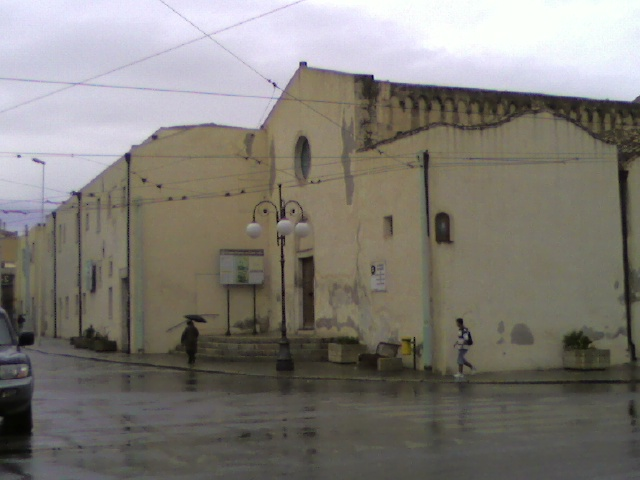
Chiesa di Sant'Agata

- Chiesa di Sant'Efisio: si affaccia sull'omonima piazzetta tra via Garibaldi e via XX Settembre, nelle vicinanze del mercato civico. Era inizialmente dedicata ai santi Sebastiano ed Efisio. Venne costruita nel 1728 con il lascito testamentario della benefattrice quartese Maria Piras.Facciata della chiesa di Sant'Efisio dopo il restauro

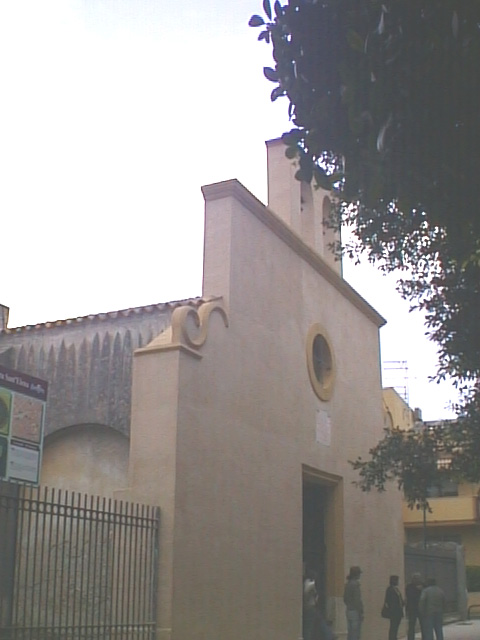
Facciata della chiesa di Sant'Efisio dopo il restauro

- Chiesa di San Pietro di Ponte: si trova all'interno del cimitero, alla periferia della città nell'area terminale di Via Marconi. La chiesa trae il nome da un ponte di epoca oggi scomparsa. La chiesa è tra i monumenti di Quartu che meglio conserva l'aspetto originale, è di stile tardo-romanico e in parte gotica.Chiesa di San Pietro di Ponte

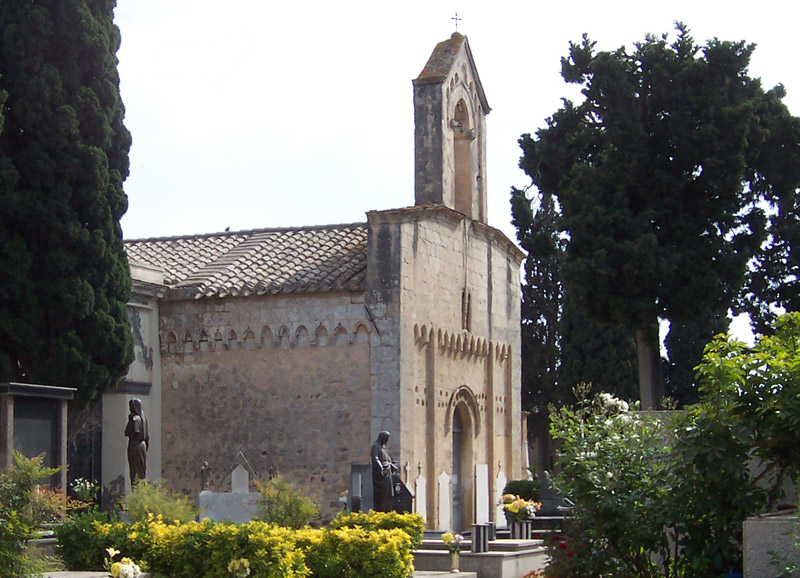
Chiesa di San Pietro di Ponte

- Chiesa di San Forzorio: oggi di proprietà della famiglia Perra che l'acquistò nel XIX secolo[15], sorge nella località Santu Frassori. La chiesa presenta una sola navata, voltata a botte e senza cappelle[15]. La chiesa originale risale alla seconda metà del XIII secolo e fu probabilmente costruita da maestranze locali[15]. La chiesa subì in seguito numerosi restauri: il primo di cui si ha notizia risale al 1599 quando l'arcivescovo di Cagliari, in visita pastorale, vedendo la chiesa semidistrutta, incaricò due operai del restauro[15]. Inoltre ci sono fonti riguardo a un nuovo restauro nel XVIII secolo e la profanazione francese nel 1793[15], anno in cui i francesi sbarcarono sulle coste quartesi e occuparono anche la chiesa di Sant'Andrea. L'unico arredamento della chiesa è la statua di un giovane con in mano un libro e la palma del martirio. San Forzorio, a cui è dedicata la chiesa, non è presente nei martirologi, sembra perciò che San Forzorio sia l'italianizzazione del toponimo della località Santu Frassori[15].

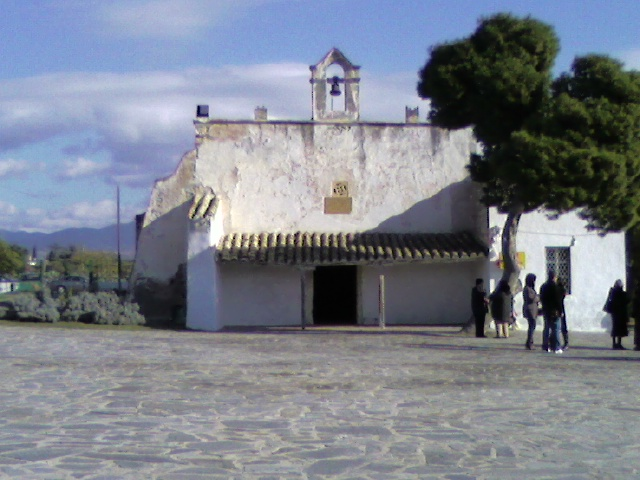
Chiesa di Sant'Andrea

- Chiesa di Nostra Signora del Buon Cammino: o Madonna del buon cammino come viene più spesso chiamata sorge vicino al bacino artificiale del Simbirizzi. L'edificio risale al XIV secolo ma le colonne di età romana che vi si trovano all'ingresso fanno pensare esistesse già un luogo di culto probabilmente pagano. Il suo tetto è di stile tardo gotico catalano. Dinanzi alla chiesetta è presente un piccolo loggiato costruito probabilmente per riparare i pellegrini venuti nella chiesetta per assistere alla messe delle sagre che vi si organizzano. La facciata e il campanile a vela sono in parte coperti del loggiato. La chiesa viene aperta per il pellegrinaggio organizzato, dalla parrocchia di San Luca, per la festa di Santa Anastasia e per la festa di Sant'Elia.
- Chiesa di Sant'Andrea: sorge nell'omonima località poco prima di Flumini. Sorge al centro dell'ampia piazza Andrea Parodi dove è presente anche un parco giochi per i bambini. A causa delle scorrerie dei corsari nella zona di questa chiesa nel 1621 il Viceré con un'ordinanza vietò che i pellegrinaggi avvenissero di notte. Nel 1793 la chiesetta diventò il forte dei militari francesi che tentarono di occupare l'isola. La struttura è in stile gotico sardo-catalano. Risale al XV secolo, ma subì aggiunte e rifacimenti nel '600. La facciata termina con una cornica coronata da merletti dentati e da un piccolo campanile. Sopra il portale rettangolare si può osservare un rosoncino in pietra del 1600. L'ingresso è preceduto da una piccola copertura. Nei prospetti laterali vi sono tre contrafforti; tra quelli di destra sono stati costruiti la sacrestia e gli ambienti utilizzati per le feste. Sullo stesso lato è stata ricavata un'altra piccola loggia, in cui vi è l'ingresso secondario. L'interno è costituito da una sola navata rettangolare. Nella chiesa sono presenti pochi arredi: un pulpito ligneo e le piccole statue di Sant'Andrea, di San Giovanni Battista e di Sant'Antonio da Padova. Nella chiesa si svolgono la festa di Sant'Andrea e la Sagra di San Giovanni Battista.

- Chiesa di Nostra Signora di Bonaria: In località Geremeas, a poche decine di metri dall'omonimo nuraghe, sorge infine una chiesetta, oggi in totale stato d'abbandono, di cui poco si sa oltre all'intestazione a Nostra Signora di Bonaria e al fatto che sia stata edificata nel 1933[25][26].
- Chiesa greco-ortodossa di San Giuda Taddeo: chiesa parrocchiale greco-ortodossa dedicata a San Giuda Taddeo sorge in via Cagliari e presenta una volta a botte e l'Iconostasi, con la funzione di separare il presbiterio dalla navata, secondo lo stile bizantino[27].
- Monastero “Nazareth del Verbo Incarnato”: si tratta di un monastero carmelitano situato nella località “Terra Mala”, presso il nuraghe Su Lillu. Fu inaugurato nel 1997, mentre la chiesa venne invece dedicata nel 2001 alla Sacra Famiglia.

### Architetture civili
Le antiche case quartesi erano costruite con mattoni di fango e paglia essiccati al sole chiamati in campidanese làdiri (i tipici mattoni adobe spagnoli). Le case più ricche erano spesso affrescate nei soffitti e i pavimenti avevano disegni geometrici nelle pianelle. Le case solitamente erano grandi e avevano molte stanze. In tutte le case erano presenti: il solaio per le provviste, un cortile con un pozzo o una cisterna, spazi per gli animali e terra per coltivare, stanze da letto e stalla, la sala dove si faceva il pane (sa dom'e farra), la legnaia, e una zona dove si metteva la spazzatura (muntronaxu); le case più ricche e solo più avanti anche quelle più povere avevano anche un gabinetto e un piano superiore abitabile. Molte di queste case sono visitabili durante la manifestazione Monumenti aperti.

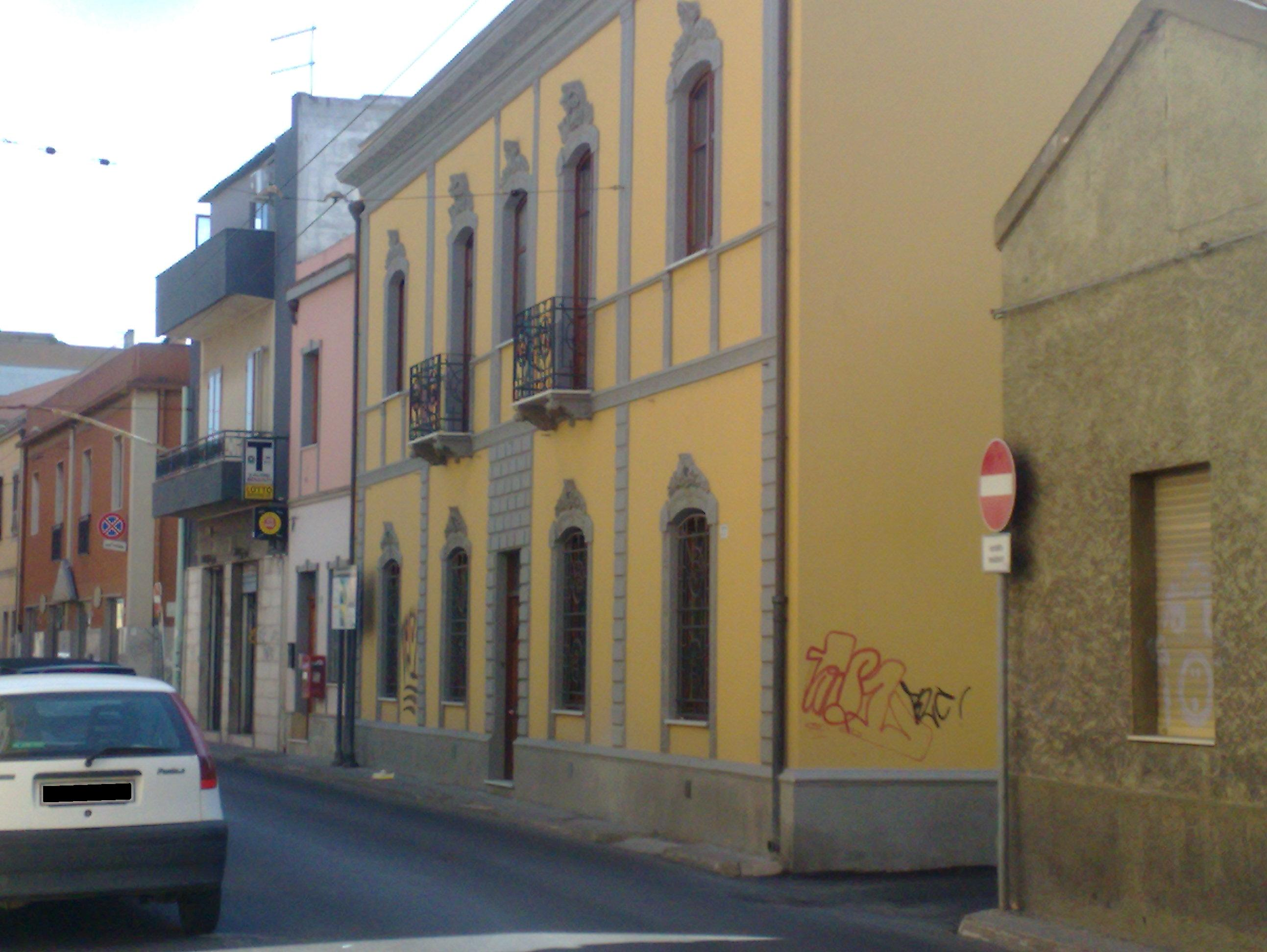
La casa Portas-Perseu oggi

La casa Mundicu - Serra venne costruita alla fine dell'Ottocento, aveva un piano superiore ed era in parte adibita a locanda. Aveva stalle e magazzini ed era fino agli anni cinquanta l'ultimo edificio della strada per il Sarrabus. È stata recentemente restaurato ed è ora abitato dagli eredi di Mundicu.
La casa Portas - Perseu venne invece edificata agli inizi del Novecento da Giovanni Perra in via Nazionale (oggi via Marconi) su due case precedentemente esistenti. Ha una forma a palazzo ma conserva sul retro il cortile e le stanze tipiche delle case campidanesi. Restaurata negli anni 90 e nella prima metà degli anni 2000 è oggi adibita a Comunità alloggio per anziani.
La casa Perra - Cappai nacque nel Novecento dalla fusione di due vecchie case campidanesi. Ha la caratteristica forma delle antiche case quartesi di ferro di cavallo cioè con le stanze disposte tutte intorno all'ampio cortile. È stata restaurata agli inizi degli anni novanta ed è abitata dagli eredi di Perra.
La Casa Basciu - Deiana venne costruita nel XIX sec. ed è una delle più grandi case campidanesi di Quartu. È ora di proprietà della Parrocchia di Sant'Elena che l'ha ereditata dalla proprietaria Innocenza Deiana e che l'ha concessa al gruppo scout Agesci, che si occupa anche della ristrutturazione della casa.
Casa Secchi sorse nella seconda metà del XIX secolo nel quartiere di Cepola. Era in precarie condizioni fino al 2004, anno in cui l'attuale proprietario l'ha fatta restaurare riportandola agli antichi splendori.

Casa Angioni venne costruita invece a metà del XIX sec. e fu ricostruita dopo l'alluvione del 1889 che devastò l'allora villaggio di Quarto Sant'Elena. La casa è in stile campidanese e attualmente è sede del gruppo folk "Su Idanu".

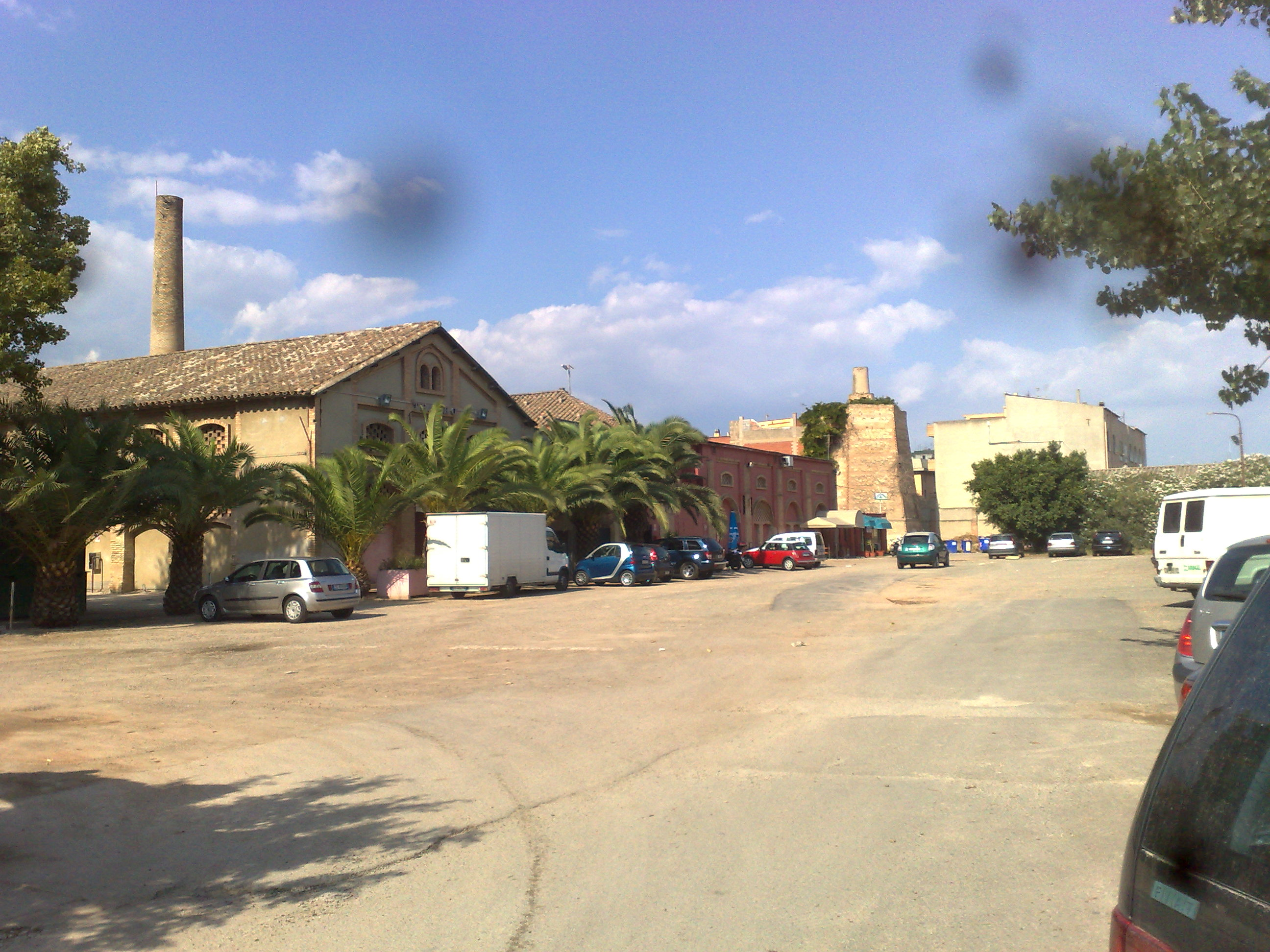
Le ex fornaci Maxia oggi

Le fornaci di laterizi Maxia furono costruite nel 1909 dal cav. Felicino Maxia nella periferia di Quartu. Avendo viaggiato per molti anni in Lombardia e Veneto, Maxia affidò il progetto alla "Meccanica Lombarda", ditta che molto bene conosceva, che si occupò anche di procurare i macchinari. La costruzione fu eseguita con mattoni in fango e paglia (in sardo làdiri) con manodopera quartese. Negli anni cinquanta venne installato il forno semi automatico Hoffman. Nel 1958 la fabbrica passò nelle mani di Mariuccina Maxia ultima proprietaria e prima donna imprenditrice della Sardegna. La fabbrica chiuse i battenti nel 1977.

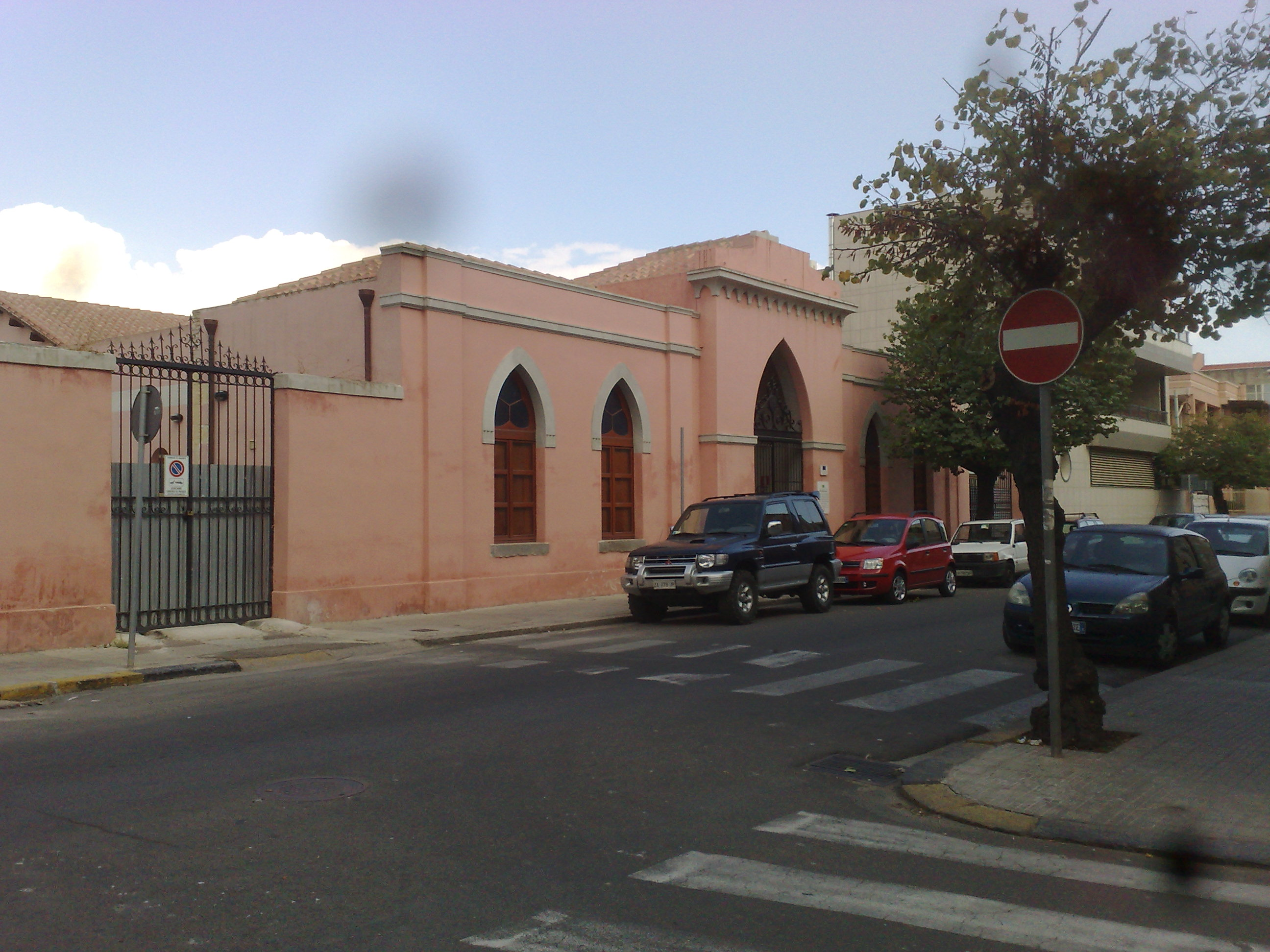
L'antico macello oggi

La cartiere Perra venne costruita nel 1911 da L. Frau Puddu e per diverso tempo fu l'unica fabbrica di carta per imballaggio dell'hinterland di Cagliari. Fu rilevata nel 1945 da F. Perra suo cognato, il quale la modernizzò e ne tenne la proprietà fino al 1964, anno in cui venne chiusa. L'ex fabbrica è visitabile durante la manifestazione Monumenti aperti.
Il mattatoio sorse su una vigna di 4000 m² per opera del cavalier Melis, nell'attuale Via Dante. Fu in funzione dal 1901 al 1968. Per rientrare nelle 18000 lire stanziate per il progetto il progettista decise di rinunciare all'ornamentazione prevista, limitandosi a inserire alcuni elementi dello stile neogotico. Nella facciata la cosa più visibile è il cancello d'ingresso affiancato da finestre con arco a sesto acuto. All'interno vi erano locali per il custode, per la dogana, per l'ufficio sanitario, per i bovini e per le sale della macellazione. Nel piazzale è presente una fontana. Davanti alla sala di macellazione si trovava la pelandra, il locale in cui venivano conciate le pelli. Nel 1973, quando i locali diventarono cantiere comunale, vennero apportate modifiche alla struttura. Il mattatoio è stato recentemente restaurato ed è visitabile durante la manifestazione Monumenti Aperti. Attualmente l'antico macello ospita la biblioteca per ragazzi e l'archivio comunale.

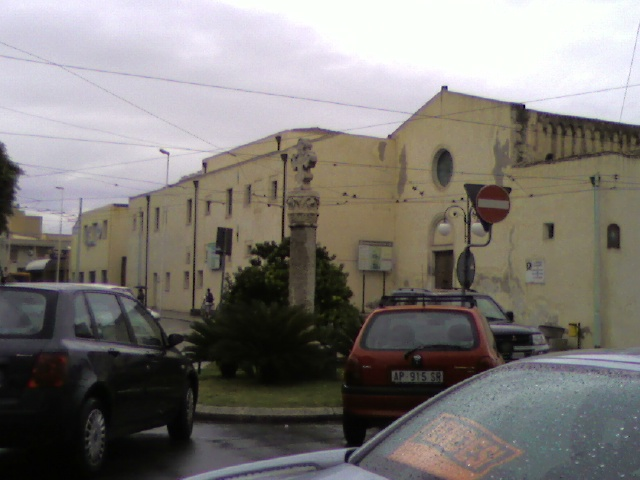
Croce gotica

 Di fronte alla chiesa di Sant'Agata si trova la croce giurisdizionale, nota come croce gotica, innalzata, con elementi di spoglio, dai frati cappuccini per segnare i termini della loro proprietà. È formata da una colonna liscia sovrastata da un capitello romano del I secolo e da una croce tardo gotica della fine del XV secolo Venne tolta dal suo sito nel 1868 con lo scioglimento dell'ordine e venne ritrovata nel 1892 durante dei lavori nella chiesa di Sant'Agata. Venne quindi rimessa al suo posto originario.
Un'altra croce è quella presente in piazza IV novembre chiamata Sa Cruxi Santa, collocata originariamente al centro della piazza vicino a Sa Funtana de is aggancius, un pozzo della tortura con dei ganci alle pareti e sul fondo, in cui venivano gettati i condannati. Nel secolo scorso il pozzo fu colmato, mentre la croce fu spostata, intorno al 1915, nell'attuale sistemazione all'incrocio con via Sant'Antonio.

### Architetture militari

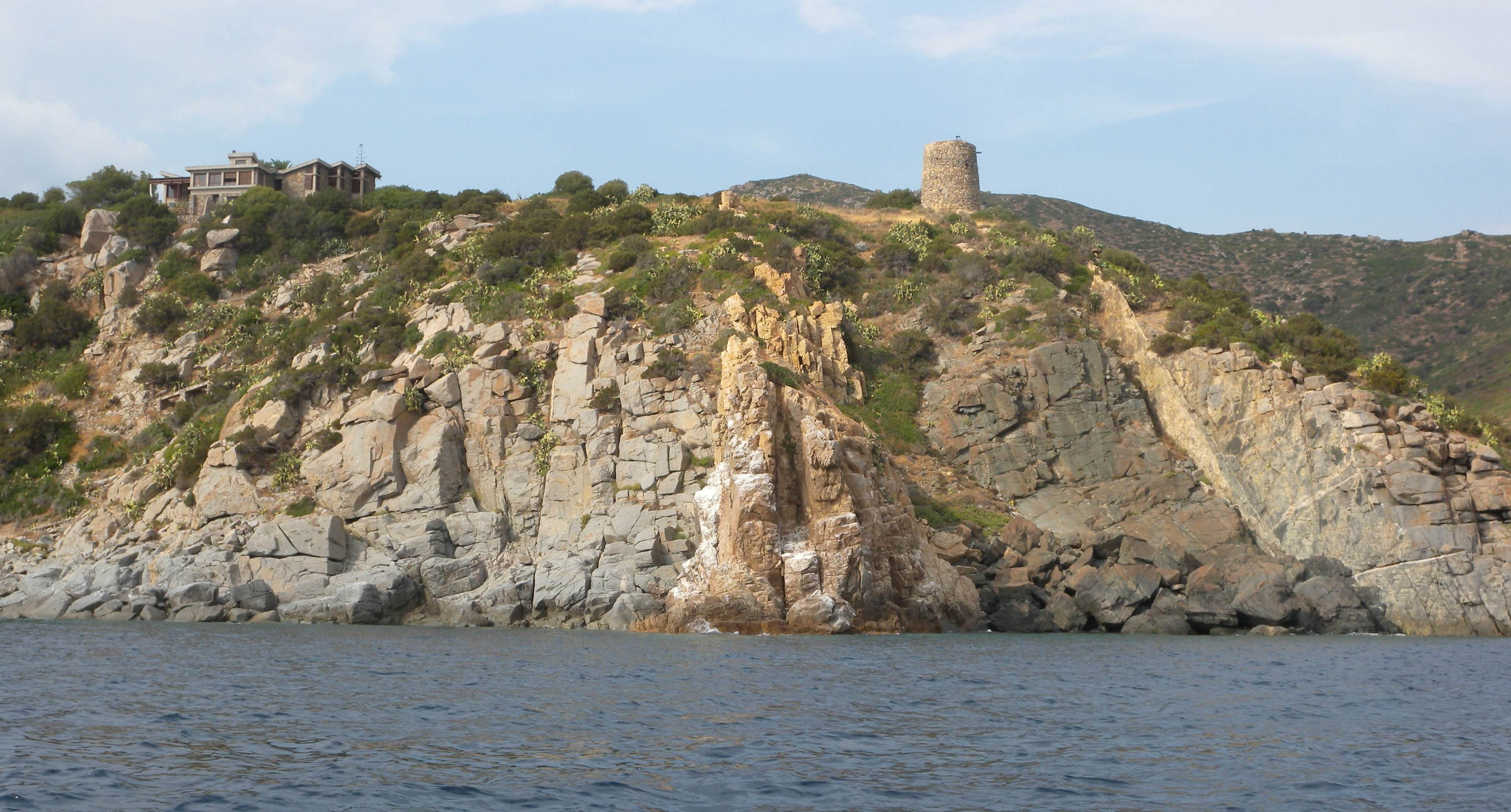
Torre di Cala Regina

Nel territorio comunale si potevano contare cinque torri costiere edificate nel periodo aragonese per proteggere la città dalle incursioni dei corsari saraceni: la torre di Carcangiolas, di Foxi, di Sant'Andrea (oggi distrutta), di Mortorio e di Cala Regina.
La torre di Carcangiolas, è una torre costiera edificata dagli aragonesi per la difesa dai corsari. La torre è in pietra calcarea e granito ed è a forma tronco conica. Durante la seconda guerra mondiale venne adibita a fortino. Attualmente è rovesciata nel mare e il comune ha finanziato le operazioni per riportarla nell'arenile.
Nella zona di Capitana, nella scogliera del Mortorio è presente la Batteria Antinave "Carlo Faldi", realizzata nel 1936 dal Genio Militare, si tratta di una cittadella militare che si estende su un’area di circa sette ettari ed è stata edificata al di sopra dei una serie di case e magazzini utilizzati anticamente come tonnara, da qui il nome Mortorio (oggi conosciuta anche come Is Mortorius). Un esempio pregevole di archeologia militare, con un evidente adattamento di strutture militare al territorio per poter essere meglio mimetizzate al nemico. Completava l'insediamento il punto di osservazione realizzato durante il primo conflitto mondiale sopra la torre principale del Nuraghe Diana, che subì dei lavori di rinforzo spesso criticati dagli archeologi.
Si possono ancora osservare due piccoli fortini difensivi, la postazione telemetrica, le piazzole di tiro della antiaerea, i ricoveri per i pezzi di artiglieria, 4 gallerie sotterranee, oltre ai ruderi di alloggi ed edifici di servizio, la garitta di guardia e i vari posti di osservazione.
Sorgono inoltre in città numerosi fortini, come ad esempio quello del Margine Rosso, che fu costruito nell'800 per proteggere la zona e venne riutilizzato durante la seconda guerra mondiale. Successivamente negli anni 70 il fortino venne adibito a chiesa.. Altri fortini sorgono nell'arenile del Poetto, nei pressi della via Fiume e lungo il litorale.

### Siti archeologici

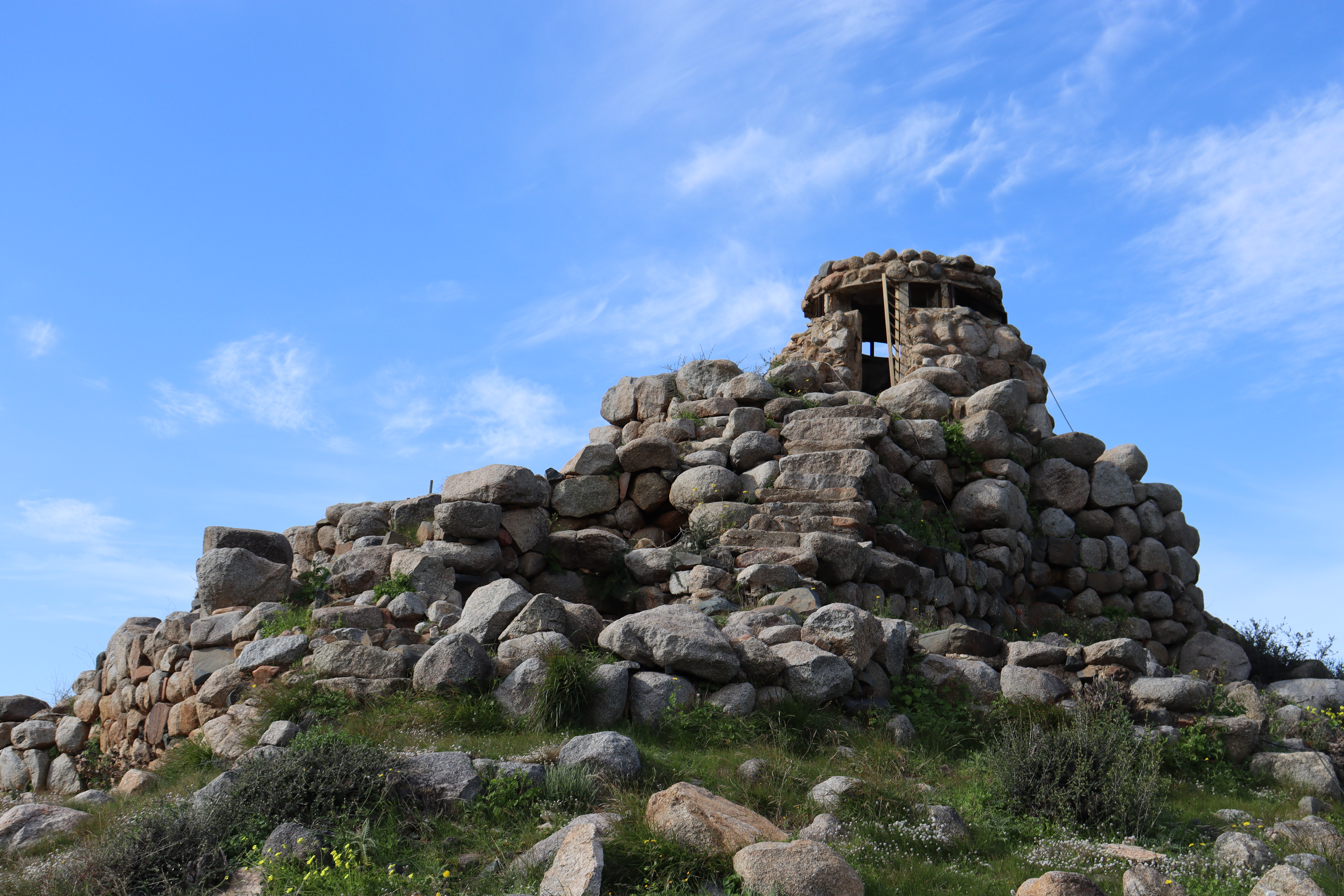
Nuraghe Diana

Essendo abitata fin da tempi remoti, Quartu è costellata da trentotto nuraghi. Il principale è il Nuraghe Diana che sorge su un'altura a 35 metri sul livello del mare e risale all'età del bronzo e alla prima età del ferro. Si raggiunge tramite la SP 17. Le prime segnalazioni del sito archeologico risalgono agli anni cinquanta, mentre gli scavi sono cominciati nel 2000. È tra i nuraghi più complessi: presenta una torre principale e due torri minori voltate a thòlos, collegate tra loro da cortine murarie. Nel monumento sono presenti un vano scala che conduceva ai piani superiori del nuraghe.
Nella frazione di Sant'Andrea, sorge anche una villa marittima di epoca romana, per la maggior parte sommersa dal mare. Attualmente solo gli ambienti della servitù non sono sommersi.

## Società

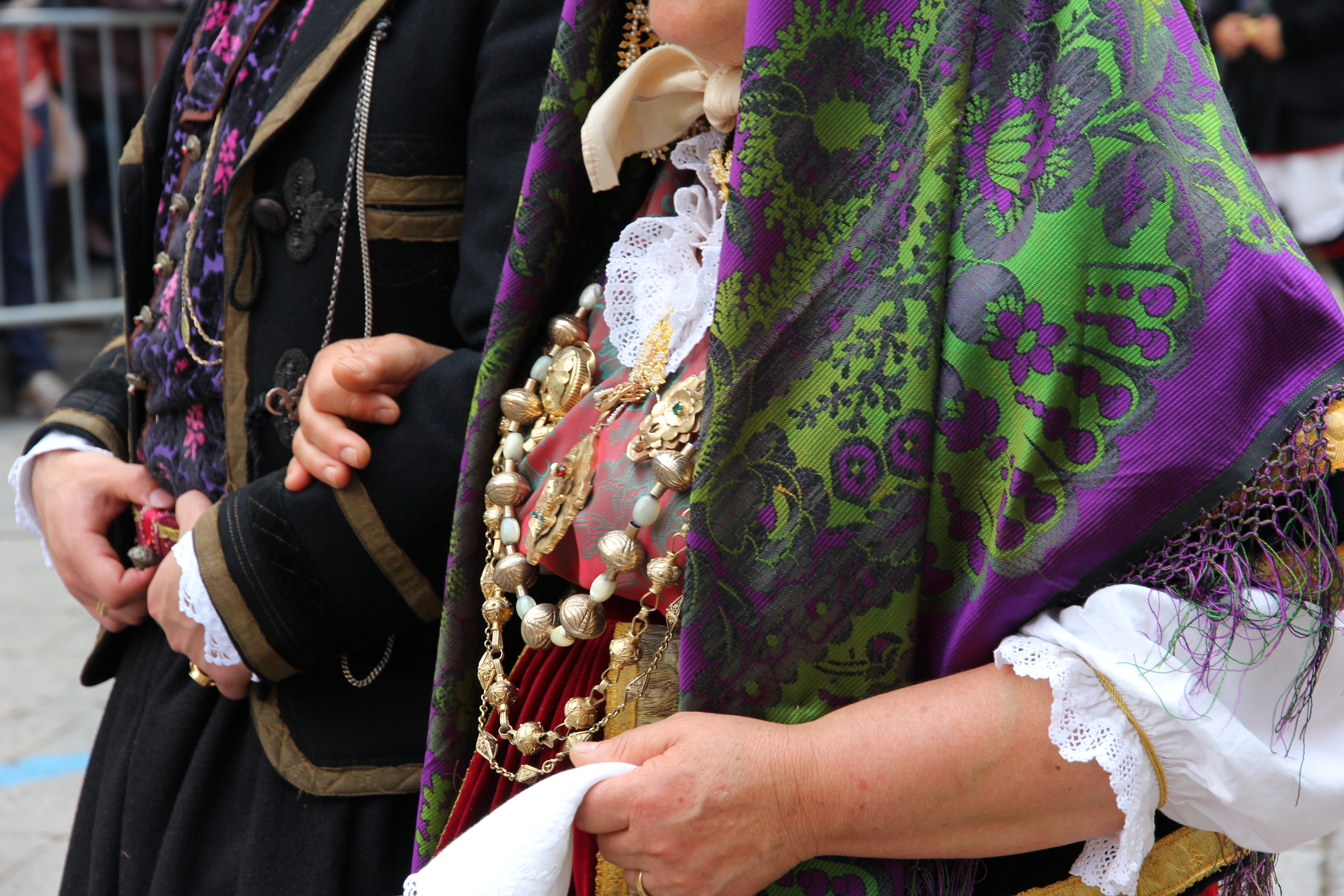
Abiti tradizionali di Quartu

### Evoluzione demografica
Non esistono molti dati sulla popolazione di Quartu Sant'Elena precedenti all'unità d'Italia. Il primo censimento di cui si ha notizia è del 1801 secondo il quale a Quartu risiedevano 3 853 persone. Questo censimento fu però molto probabilmente inesatto, in quanto sembra che in realtà la popolazione fosse maggiore.
Nel 1827 fu effettuato un censimento parrocchiale secondo cui a Quartu vivevano 5 320 persone.
Nel censimento del 1846 risiedevano a Quartu 6 266 persone di cui 2040 maggiorenni maschi, 2103 maggiorenni femmine, 1025 minorenni maschi e 1100 minorenni femmine. Nello stesso anno, sempre secondo lo stesso censimento in città erano presenti 1643 famiglie (con una media di 3,8 componenti a famiglia) e 1342 case (1,2 famiglie per casa e 4,7 abitanti per casa).
Abitanti censiti

La città sarda è la terza per popolazione dopo Cagliari e Sassari e la quarta per densità dopo Monserrato, Cagliari e Selargius.
L'aumento vertiginoso della popolazione ebbe inizio negli anni settanta quando la popolazione della città crebbe di circa 10 000 unità.

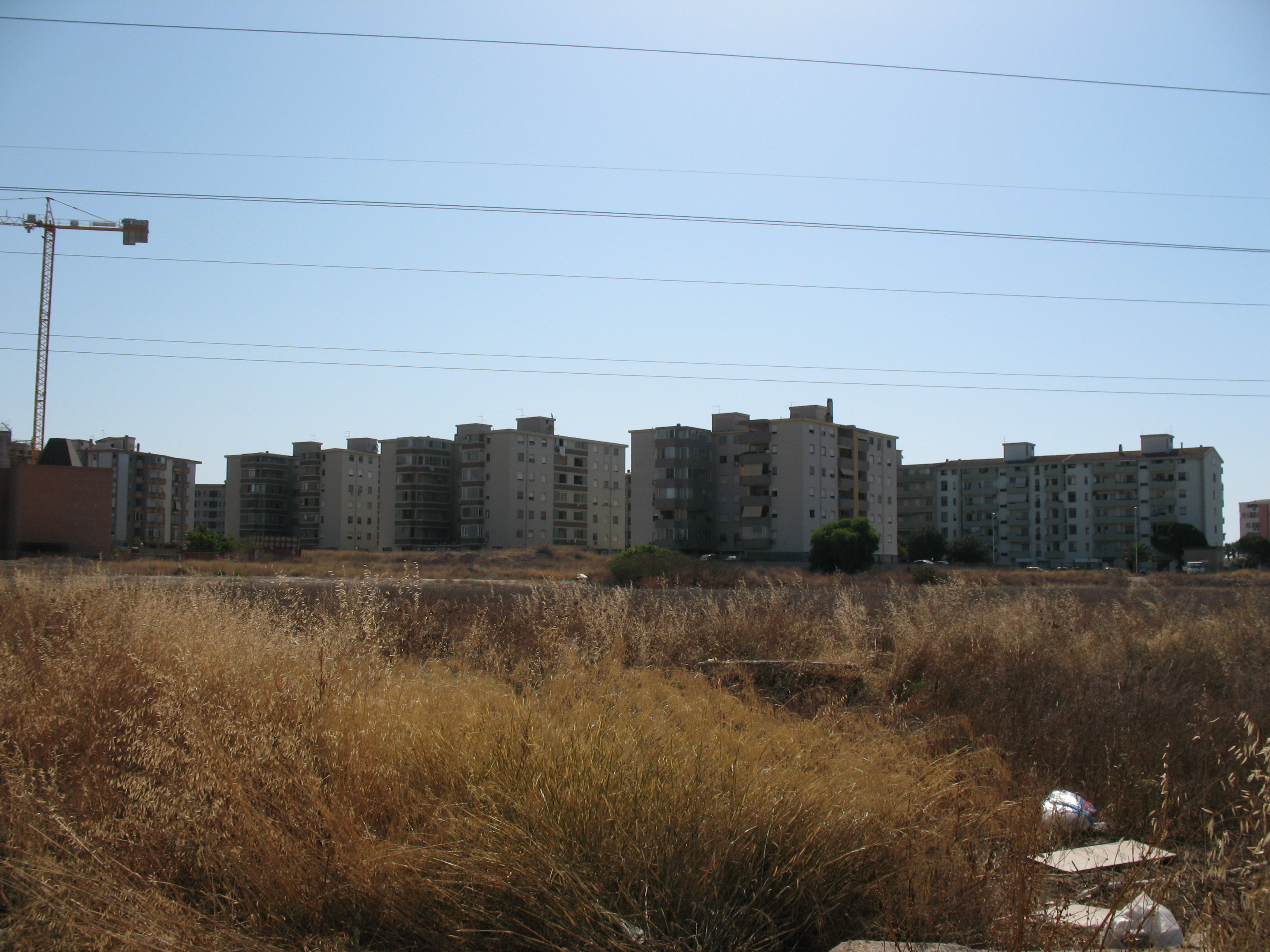
Il quartiere di Pitz'e Serra, sorto negli anni ottanta

Contrariamente a quello che si è verificato a Cagliari, passata nel giro di 20 anni da 222.000 a 160 000 abitanti (anche in seguito all'ottenuta indipendenza delle ex frazioni di Elmas, Monserrato, Quartucciu e Selargius), Quartu (così come gli altri comuni dell'Area metropolitana di Cagliari) ha una costante crescita demografica, soprattutto in zone di grande espansione urbanistica come: Pitz'e Serra (quartiere sorto negli anni 80'),Quartello (quartiere di recentissima costruzione) e Sant'Anastasia, tant'è che attualmente il comune è compreso tra quelli considerati ad alta tensione abitativa.

### Etnie e minoranze straniere
Al 1 gennaio 2021 a Quartu risiedevano 2.253 cittadini stranieri, pari al 3,3% della popolazione totale. Le nazionalità straniere più numerose sono:
- Senegal 504
- Ucraina 223
- Romania 203

- Cina 183
- Nigeria 117
- Marocco 95

### Lingue e dialetti
La lingua principalmente parlata a Quartu è la lingua italiana. Molto diffusa è però anche la lingua sarda, che tra le persone anziane è la lingua maggiormente utilizzata; Quartu è infatti una delle città riconosciute come minoritarie di lingua sarda. La variante di sardo parlato è il dialetto campidanese quartese, completamente sovrapponibile con la variante cagliaritana.

## Cultura

### Musei

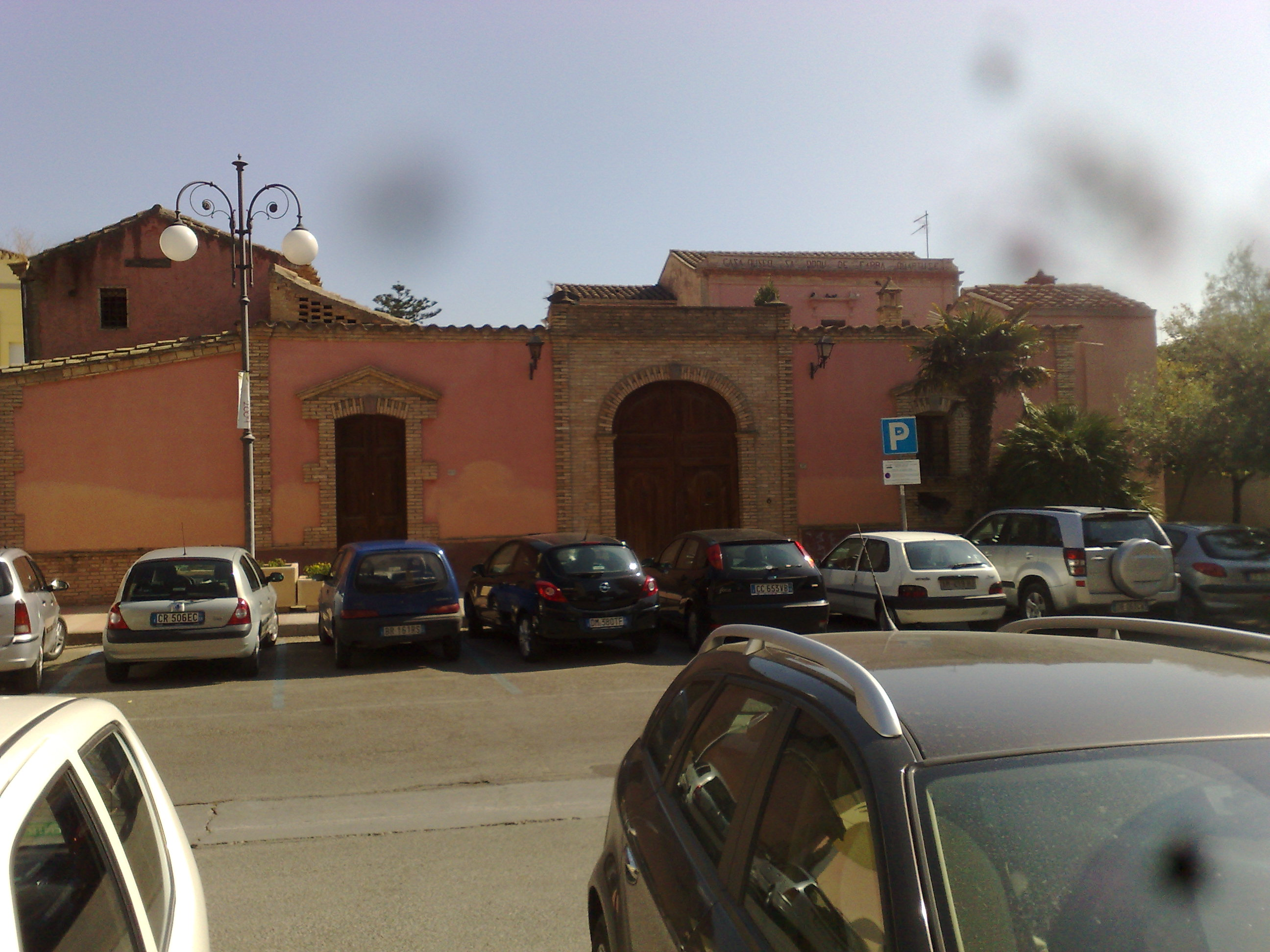
"Sa dom'e farra"

In città esistono due musei "Sa dom'e farra" e "Il Ciclo della vita".
- Sa dom'e farra: venne fondato da Giovanni Musiu nel 1978. "Sa dom'e farra" letteralmente significa "la casa della farina" e venne chiamata così per indicare la più pregiata e redditizia produzione quartese[42]. Nella casa in cui aveva sede il museo sono presenti sia l'abitazione del proprietario terriero sia il centro operativo dell'azienda. Il museo proponeva la propria storia e al suo interno si trovavano sia utensili usati per il lavoro nei campi sia oggetti di tutti i giorni, usati dai vecchi abitatori della casa.

Nella casa erano presenti due cortili; nel primo si affacciano le stalle dei cavalli e dei buoi, i magazzini, la stanza della macina del grano, cantine, corte dei carri e tutto ciò che riguardava l'azienda; nel secondo invece si affacciano camere da letto, stanza per gli ospiti, sale di ricevimento, magazzini del grano e delle graminacee, stanza della farina e stanza padronale, quindi tutto ciò che riguardava la casa del proprietario terriero. Nel 1982 venne aggiunta una porzione di cortile e venne abbattuto il muro tra i due vecchi cortili. Il museo che era passato nelle mani della regione è stato acquistato con una cifra simbolica dal comune che aveva intenzione di restaurarlo per poterlo riaprire nel giro di poco tempo, in quanto è da tempo chiuso. Nel 2012 è stato aperto durante la manifestazione Monumenti Aperti, in queste visite è stato possibile notare la ristrutturazione che ha definitivamente cancellato l'impronta storica della casa. Impianti elettrici moderni, pavimentazioni in cotto per gli interni, intonaci a base di cementi e la completa mancanza delle suppellettili che negli anni avevano portato i turisti a visitare il museo.
- Museo etnografico "Il ciclo della vita": Il museo "Il ciclo della vita" venne aperto nel 1998 a Quartu Sant'Elena da Giovanni Musiu, lo stesso che fondò "Sa dom'e farra". Il museo ha sede in un'antica casa campidanese del 1800. Dopo aver restaurato la casa al suo interno venne allestito un museo che ospita circa 8000 oggetti di uso quotidiano, legati alla tradizione sarda dal XVIII al XX secolo. All'interno del museo attraverso i vari oggetti è rappresentato appunto il ciclo della vita di una persona sarda vissuta tra quei secoli.

### Eventi

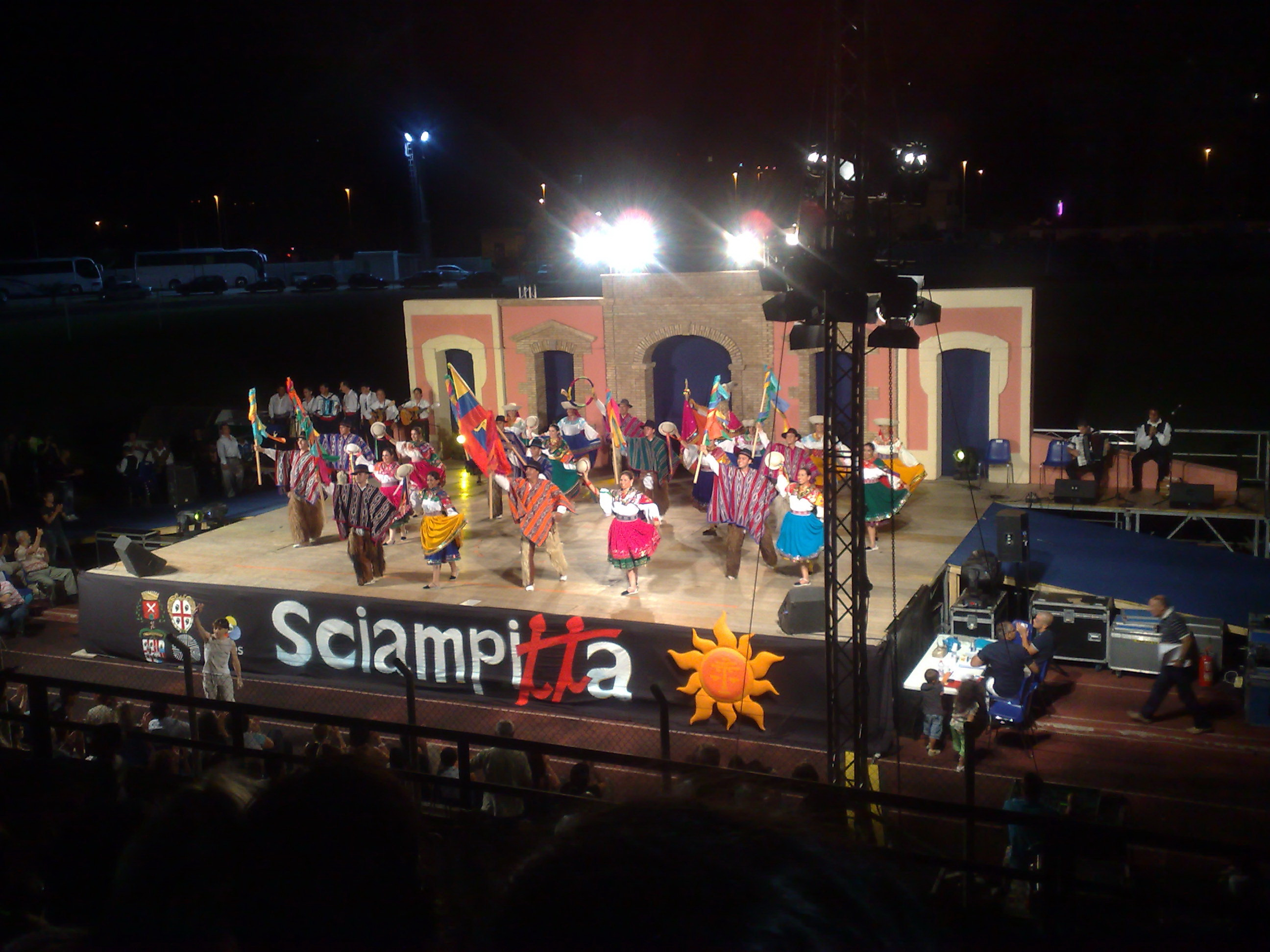
Un momento di Sciampitta 2010

Quartu Sant'Elena ospita numerose manifestazioni e feste famose in tutta la Sardegna. Una delle più famose manifestazioni che si svolgono in città è la Sciampitta, organizzata ogni anno nel mese di luglio dal gruppo folkloristico Città di Quarto, che dal 1985 porta in città gruppi folk da tutte le parti del mondo. Nelle prime edizioni la Sciampitta si svolse nello Stadio di Is Arenas, dopo qualche anno la manifestazione si è svolta fino al 2006 in Piazza Mercato, nel 2007 Sciampitta si è tenuta davanti alla Basilica di Sant'Elena, mentre dal 2008 si è ritenuto nello stadio Is Arenas. Nelle ultime edizioni si è tenuta di nuovo in Piazza Mercato. Altra manifestazione importante è Monumenti Aperti che nel secondo sabato e nella seconda domenica di maggio permette di visitare i principali monumenti della città. Simile manifestazione è Monumenti all'aperto che permette di visitare invece monumenti, siti archeologici e aree di interesse naturalistico posti fuori dal centro cittadino.

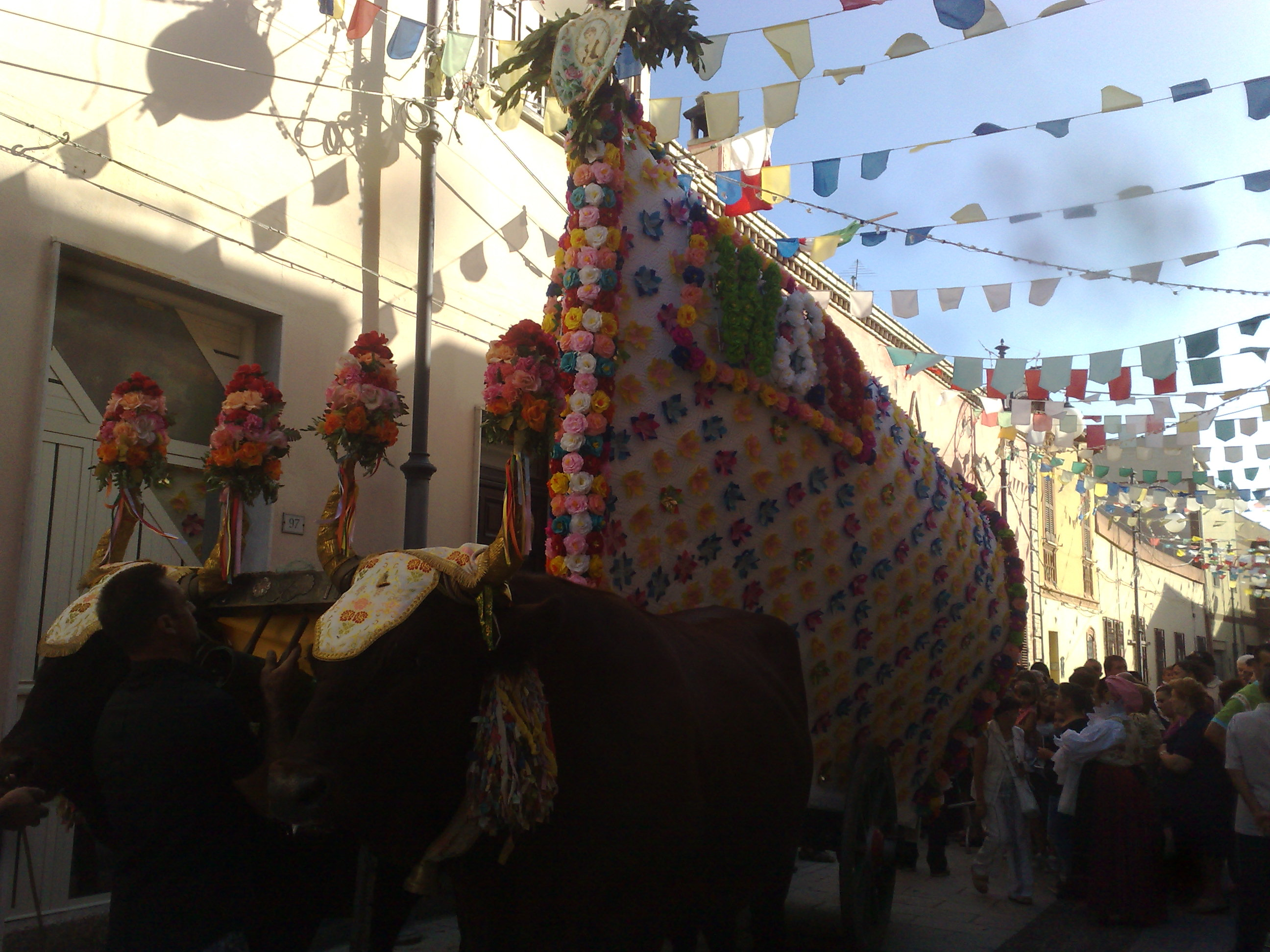
Tracca della sagra di san Giovanni Battista

 Altro appuntamento del genere è Aziende Aperte che permette appunto di visitare alcune Aziende cittadine e di vedere come vengono prodotti vari prodotti. Manifestazioni musicali di buona fama sono il Jazz & World un festival del Jazz che si tiene a Flumini nella piazza Andrea Parodi e il Jazz & Wine che si tiene nel Chiostro dell'ex convento dei frati francescani in Via Brigata Sassari, in cui oltre a poter ascoltare musica si degustano vari vini prodotti nelle cantine sociali del comune di Quartu e di altre città. Tra le feste religiose le più importanti sono la Festa di Sant'Elena Imperatrice, la sagra di san Giovanni Battista e la festa di Santa Maria di Cepola. La festa di Sant'Elena imperatrice si svolge dall'11 al 16 settembre. Durante la festa oltre alla processione religiosa si svolgono serate di intrattenimento, la mostra e la sagra dell'uva, un torneo di calcio e una gara ciclistica. I festeggiamenti sono conclusi con i fuochi d'artificio. La Sagra di San Giovanni Battista si svolge l'ultimo sabato e l'ultima domenica di luglio. I riti della Sagra sono molto antichi e la festa sembra fondare le sue radici in un'antica festa punica. Anche per questa festa vengono organizzati festeggiamenti serali civili. La festa di Santa Maria di Cepola si festeggia l'8 settembre e anche in questo caso prevede oltre ai festeggiamenti religiosi i festeggiamenti civili. Dal 2009 inoltre nel mese di settembre si tiene anche la sagra del pane. Tutte queste manifestazioni, feste e sagre si tengono nel periodo compreso tra maggio e settembre ovvero quando l'afflusso di turisti in città è maggiore. Negli ultimi anni anche nelle feste patronali meno importanti si stanno organizzando serate di intrattenimento caratterizzate in genere da spettacoli folkloristici.

## Geografia antropica

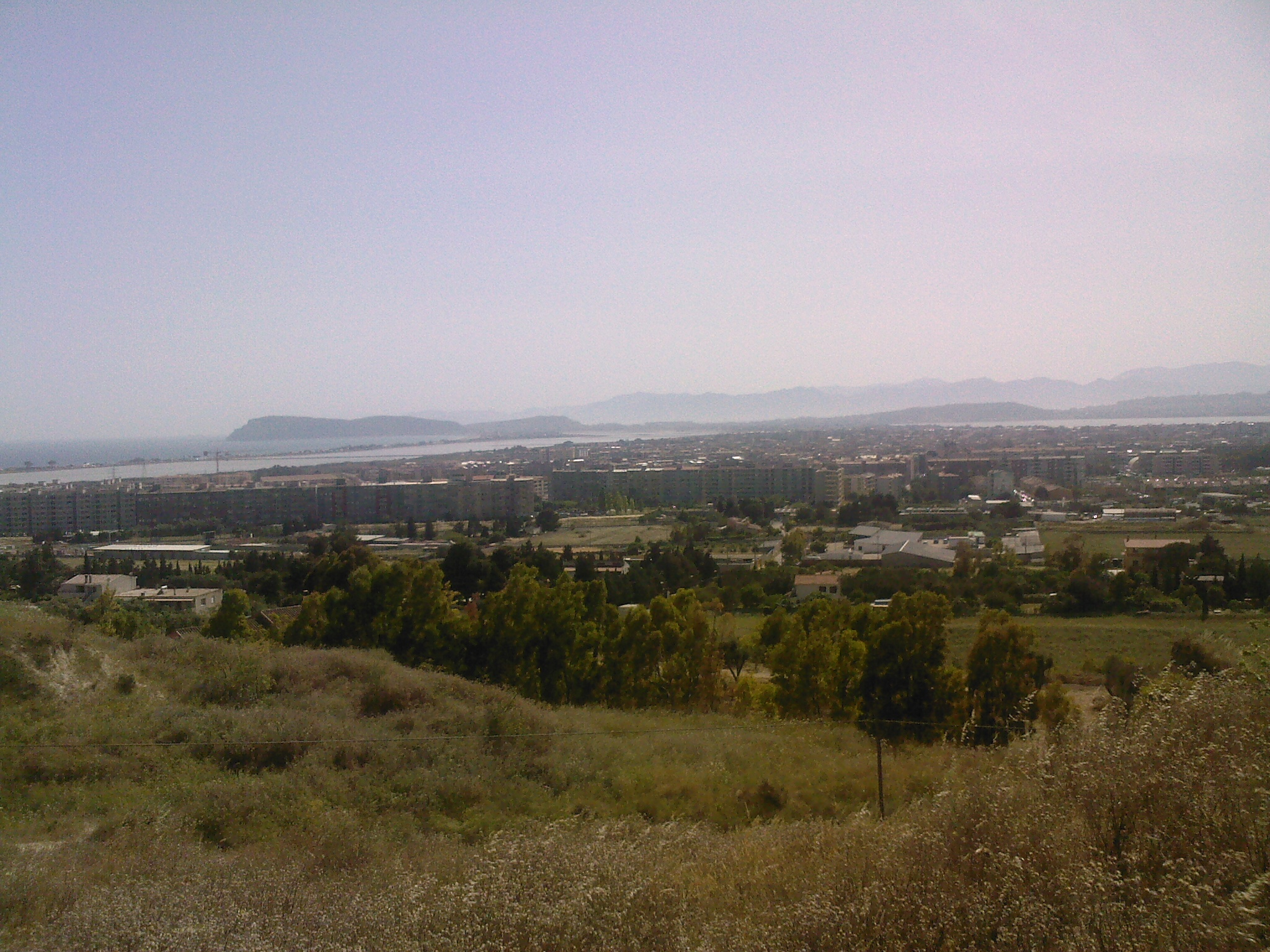
Veduta di Quartu

### Suddivisioni amministrative
Fino al 2005 la città era divisa in 6 circoscrizioni: Santo Stefano, Pirastu, Pitz'e serra, Perdabona, Centro Storico e Litorale. Da quell'anno però le circoscrizioni divennero 4 in seguito alla razionalizzazione attuata dal commissario prefettizio. Nel 2010 infine sono state definitivamente abolite poiché la città non raggiunge la quota di 250 000 abitanti necessari per poterle istituire.
Gli attuali ‘quartieri’ della città di Quartu Sant’Elena sono:
Cepola (Centro Storico), Funtan’e Ortus, Sant’Antonio, Pitz’e serra, Is Arenas, Santo Stefano (conosciuto anche come “Quartiere dei musicisti”), Is Argiolas, Quartello, Molentargius, Pirastu.
All’esterno della città propriamente detta sono inoltre presenti le seguenti località:
Margine Rosso, Su Forti, Sant’Anastasia, Foxi, Is Pardinas, Flumini di Quartu, Sant’Andrea, Capitana, Geremeas, Terra Mala, Is Mortorius, Simbirizzi, Is Ammostus, San Forzorio.

## Economia
Importante centro agricolo del Campidano, in passato l'economia di Quartu era basata principalmente sull'agricoltura e sulla pastorizia. Agli inizi del Novecento a Quartu venne aperta la cantina sociale che attualmente non produce più il vino in città ma nella sede staccata in comune di Maracalagonis. I principali vini prodotti sono la "Malvasia", ottimo vino da dessert, e il "Villa di Quartu". Quartu era famosa in tutto il circondario di Cagliari per la produzione di dolci sardi fatti in casa e anche la famiglia reale per i dolci si riforniva in città. I principali dolci prodotti sono i pistocchedus, i pistoccus de bentu, gli amaretus, i piricchitus, i candelaus e i pabassinas. Meno diffusi erano il fattu e cottu, il pan'e saba e il gattò prodotto e consumato specialmente durante la Festa di San Giovanni Battista. A Quartu negli ultimi decenni la tradizione di produrre i dolci in casa non è più diffusa ma sono ancora tante le pasticcerie che producono dolci sardi. Per quasi un secolo, esattamente dal 1878 al 1985, a Quartu venivano prodotti laterizi e tegole dalle fornaci Picci e Maxia. Fino agli anni sessanta inoltre in città era praticata, nelle zone di Pitz'e Serra e Is Ammostus, l'estrazione di argilla bianca. A Quartu era ed è ancora diffusa la lavorazione dell'oro con cui vengono prodotti gioielli in filigrana. Dagli anni settanta in città sono presenti aziende per la lavorazione del legno e per la produzione di alimenti. Negli ultimi decenni Quartu, specialmente il suo litorale, è divenuta una meta turistica.

## Infrastrutture e trasporti

### Strade
- Strada statale 554 Cagliaritana che collega la città alle altre dell'hinterland di Cagliari e alle S.S. 131 (Cagliari - Porto Torres) e S.S. 130 (Cagliari - Iglesias).
- Nuova S.S. 554 che collega la frazione di Terra Mala alla fine della Via dell'autonomia Regionale Sarda e di conseguenza alla vecchia S.S. 125.
- S.S. 125 che collega Cagliari a Palau, nel tratto cagliaritano prende il nome di viale Guglielmo Marconi e nel tratto quartese via Guglielmo Marconi.
- Nuova S.S. 125 (ancora in fase di completamento) che attualmente collega Quartu Sant'Elena (Cala Regina) a Cardedu
- S.P. 17 che collega Quartu Sant'Elena a Villasimius attraversando le frazioni e Solanas.

### Porti
A Quartu Sant'Elena è presente un porticciolo turistico nella località di Capitana, la Marina di Capitana. Il porto passeggeri e merci più vicino alla città è quello di Cagliari

### Mobilità urbana
I trasporti urbani e suburbani in città sono gestiti dal CTM, di cui il comune di Quartu Sant'Elena è azionista col 7,5% del capitale. Il CTM gestisce anche i trasporti interurbani con alcuni centri della città metropolitana collegando Quartu Sant'Elena con Assemini, Cagliari, Monserrato, Pirri, Quartucciu e Selargius.
Dal 1893 al 1961 Quartu Sant'Elena era collegata al capoluogo tramite una caratteristica tranvia extraurbana che transitava per Selargius e Monserrato, esercita dapprima con trazione a vapore e in seguito, incorporata nella rete tranviaria di Cagliari, con tram elettrici.

## Amministrazione

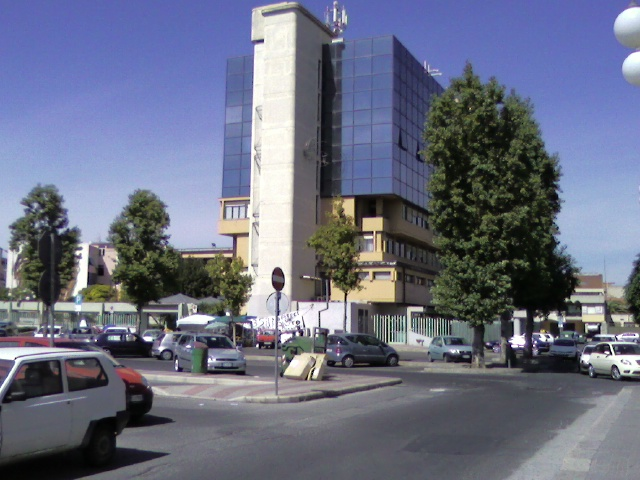
Palazzo Municipale di Quartu Sant'Elena

| Periodo          | Periodo         | Primo cittadino   | Partito | Carica  | Note   |
| ---------------- | --------------- | ----------------- | --- | ------- | ------ |
| 6 giugno 1993    | 27 aprile 1997  | Graziano Milia    | PDS, PSd'Az, PRI, PSDI, FdV | Sindaco | [ 50 ] |
| 27 aprile 1997   | 13 maggio 2001  | Graziano Milia    | PDS, PPI, liste civiche di centro-sinistra, FdV, | Sindaco | [ 51 ] |
| 13 maggio 2001   | 8 maggio 2005   | Davide Galantuomo | liste civiche di centro-destra, FI, AN, CCD, CDU, RS,                                                                                                   | Sindaco | [ 52 ] |
| 8 maggio 2005    | 31 maggio 2010  | Luigi Ruggeri     | DL, DS, Popolari UDEUR, Socialisti Democratici Italiani, PSd'Az, PRC, Progetto Sardegna, PdCI, IdV, FdV                                                 | Sindaco | [ 53 ] |
| 1 giugno 2010    | 14 giugno 2015  | Mauro Contini     | PdL, UDC, RS, lista civica "Giovani Centro", MpA, lista civica "Lavoro & Quartieri", PSd'Az, lista civica "Litorali Centro Quartieri", Fiamma Tricolore | Sindaco | [ 54 ] |
| 15 giugno 2015   | 9 novembre 2020 | Stefano Delunas   | PD, lista civica "Quartu Riparte", Sardegna Vera, lista civica "Più Quartu", Federazione della Sinistra, RossoMori, FdV                                 | Sindaco | [ 55 ] |
| 10 novembre 2020 | in carica       | Graziano Milia    | liste civiche | Sindaco | [ 56 ] |

## Sport

### Calcio

Una formazione del nella stagione 1980-1981

- La A.S.D. Sant'Elena Quartu milita attualmente nel campionato di Promozione.
- Il Quartu 2000 milita attualmente nel campionato di Prima Categoria.
- La Ferrini Quartu milita attualmente nel campionato di Seconda Categoria.
- La S.S.D. San Francesco milita attualmente al campionato degli Allievi Regionali

### Pallacanestro
- L'Antonianum Basket (squadra maschile) milita attualmente in Serie C regionale
- L'Antonianum Basket (squadra femminile) milita attualmente in Serie A3
- La Ferrini Basket (squadra maschile) milita attualmente in Serie C Silver
- La Ferrini Basket (squadra femminile) milita attualmente in Serie C
- La Basket Quartu (squadra femminile) milita attualmente in Serie C femminile
- L'ASD Basket Disabili Sardegna milita nella serie A1 di basket in carrozzina
- L'ASD FlaminGO Basket (squadra maschile) milita attualmente in Promozione Regionale

### Altri sport
- L'Atiesse è la principale squadra di calcio a 5 della città. Nella stagione 2013-14 milita nel campionato di serie B, ma in passato ha disputato per due campionati di seguito (2009-10 e 2010-11) la massima serie nazionale.
- La Società Cooperativa Dilettantistica Promogest Quartu Pallanuoto (squadra maschile) milita nel Campionato Nazionale di Serie A1
- La Società Cooperativa Dilettantistica Promogest Quartu Pallanuoto (squadra femminile) milita nel Campionato Nazionale di Serie A2
- La società di atletica leggera della città è la "Tespiense Quartu", squadra dove si è allenata la velocista Dalia Kaddari nei primi anni della sua carriera.